# Black Sabbath
Black Sabbath fue una banda británica de heavy metal y hard rock formada en 1968 en Birmingham por Tony Iommi (guitarra), Ozzy Osbourne (voz), Geezer Butler (bajo) y Bill Ward (batería). Influenciados por la música de Blue Cheer, Cream o Vanilla Fudge, la agrupación incorporó desde sus inicios letras sobre ocultismo y terror con guitarras afinadas de modo más grave y consiguió varios discos de oro y platino en la década de 1970. Son los pioneros del heavy metal junto a otros grupos contemporáneos como Deep Purple, Budgie,Coven, Pentagram, Sir Lord Baltimore y Led Zeppelin. Al ser una de las primeras y más influyentes bandas de heavy metal de todos los tiempos, Black Sabbath ayudó a desarrollar el género con publicaciones tales como Paranoid, álbum que logró cuatro certificaciones de platino de la RIAA. Han vendido más de 75 millones de discos en todo el mundo, incluidos 15 millones de copias solo en los Estados Unidos.
Ozzy Osbourne fue despedido de la banda en 1979 para ser reemplazado por Ronnie James Dio, antiguo vocalista de Rainbow y que grabó los álbumes Heaven and Hell y Mob Rules, antes de dejar el grupo en 1982. Posteriormente, el conjunto pasaría a estar integrado durante las décadas de 1980 y 1990 por vocalistas como Ian Gillan, Glenn Hughes, Ray Gillen o Tony Martin y diversos bajistas y baterías como Vinny Appice, Neil Murray, Bev Bevan, Cozy Powell o Bobby Rondinelli. En 1992 se produjo el regreso de Dio a la banda, produciendo el tercer disco como vocalista: Dehumanizer.
La alineación original se reunió en 1997 y publicó un álbum en directo, Reunion: la canción «Iron Man» ganó el premio Grammy en 2000, treinta años después de su publicación original en Paranoid. Años después el grupo, con su formación original, fue incluido en la lista de los 100 mejores artistas de todos los tiempos, ocupando el puesto 85. Entraron a formar parte del Salón de la Fama del Rock en el año 2006. La alineación que grabó Mob Rules —formada por Iommi, Butler, Dio y Appice— se reunió en 2006 bajo el nombre Heaven and Hell.
El 11 de noviembre de 2011, los miembros fundadores de la banda anunciaron que se reunían de nuevo y que iban a grabar un nuevo álbum. La comunicación entre Ozzy y Iommi se reactivó, después de años, a partir del viaje del segundo a Los Ángeles con motivo del fallecimiento de Ronnie James Dio en mayo de 2010. Tocaron como cabezas de cartel en el Download Festival el 10 de junio de 2012, con planes de una gira mundial posterior. Sin embargo, poco después Ward anunció que no iba a participar de la reunión de Black Sabbath a menos que aclarasen temas de contrato. Al día siguiente, el resto de la banda anunció que no tenían más opción que seguir sin él, pero que le dejan las puertas abiertas para un posible regreso. En 2013, Iommi, Osbourne y Butler publicaron el álbum 13, cuyo sencillo «God Is Dead?» consiguió un premio Grammy.

## Historia

### Formación y primeros años (1967-1969)
Tras la ruptura de la banda Mythology en 1967, el guitarrista Tony Iommi y el baterista Bill Ward comenzaron a buscar personal para formar una banda de blues rock en Aston, Birmingham. Al grupo se unieron el bajista Geezer Butler y el cantante Ozzy Osbourne, quienes habían tocado juntos en una banda llamada Rare Breed. En 1968, el nuevo grupo, en el que también estaban el guitarrista Jimmy Phillips y el saxofonista Alan «Aker» Clarke, fue llamado The Polka Tulk Blues Company, nombre tomado de una compañía textil india. Después de acortar el nombre a Polka Tulk, la banda lo cambió por el de Earth y continuó como cuarteto sin Phillips y Clarke.
Earth tocaba versiones de Jimi Hendrix, Cream y Blue Cheer en clubes de Inglaterra, Dinamarca y Alemania, así como largas improvisaciones de blues. En diciembre de 1968, Iommi dejó abruptamente Earth para sustituir a Mick Abrahams en Jethro Tull. Aunque su temporada con esta banda sería corta, le dio tiempo a aparecer con ellos en el programa de televisión The Rolling Stones Rock and Roll Circus. Insatisfecho con la dirección de Jethro Tull, Iommi regresó a Earth en enero de 1969. «Simplemente no estaba bien, así que me fui», dijo Iommi. «Al principio pensé que los Tull estaban bien, pero no fui para tener un líder en la banda, que era el modo de hacer de Ian Anderson. Cuando volví de los Tull, volví con una nueva actitud. Me enseñaron que para progresar tienes que trabajártelo».
Mientras tocaban en Inglaterra, en agosto de 1969 la banda descubrió que los estaban confundiendo con otra banda llamada Earth, y decidieron cambiar su nombre otra vez. Un cine, en la acera situada enfrente del local de ensayo de la banda, mostraba en cartelera una película de terror de 1963 dirigida por Mario Bava, con Boris Karloff como protagonista, llamada Black Sabbath, en italiano (su idioma original): I tre volti della paura; en español: Las tres caras del miedo (siendo en cualquier caso muy conocido el debate sobre la supuesta influencia estética de Coven, que los británicos siempre negaron). Mientras veía a la gente que hacía cola para ver la película, Butler notó que «era raro ver que la gente gastase tanto dinero para ver películas de miedo». Después de esto escribió la letra de una canción llamada «Black Sabbath», inspirada en el trabajo del escritor ocultista Dennis Wheatley y en una visión que había tenido Butler sobre una figura negra encapuchada a los pies de su cama. Haciendo uso, sin ser conscientes de ello, del tritono, conocido también como el «intervalo del Diablo», el sonido siniestro y las oscuras letras de la canción empujaron a la banda en una dirección más oscura, en intenso contraste con la música popular de finales de los años 1960, dominada por el flower power, la música folk y la cultura hippie. Inspirada por ese nuevo sonido, la banda cambió su nombre a Black Sabbath en agosto de 1969 y tomó la decisión de centrarse en componer material similar, en un intento de crear el equivalente musical a las películas de terror.

### Black SabbathyParanoid(1970-1971)

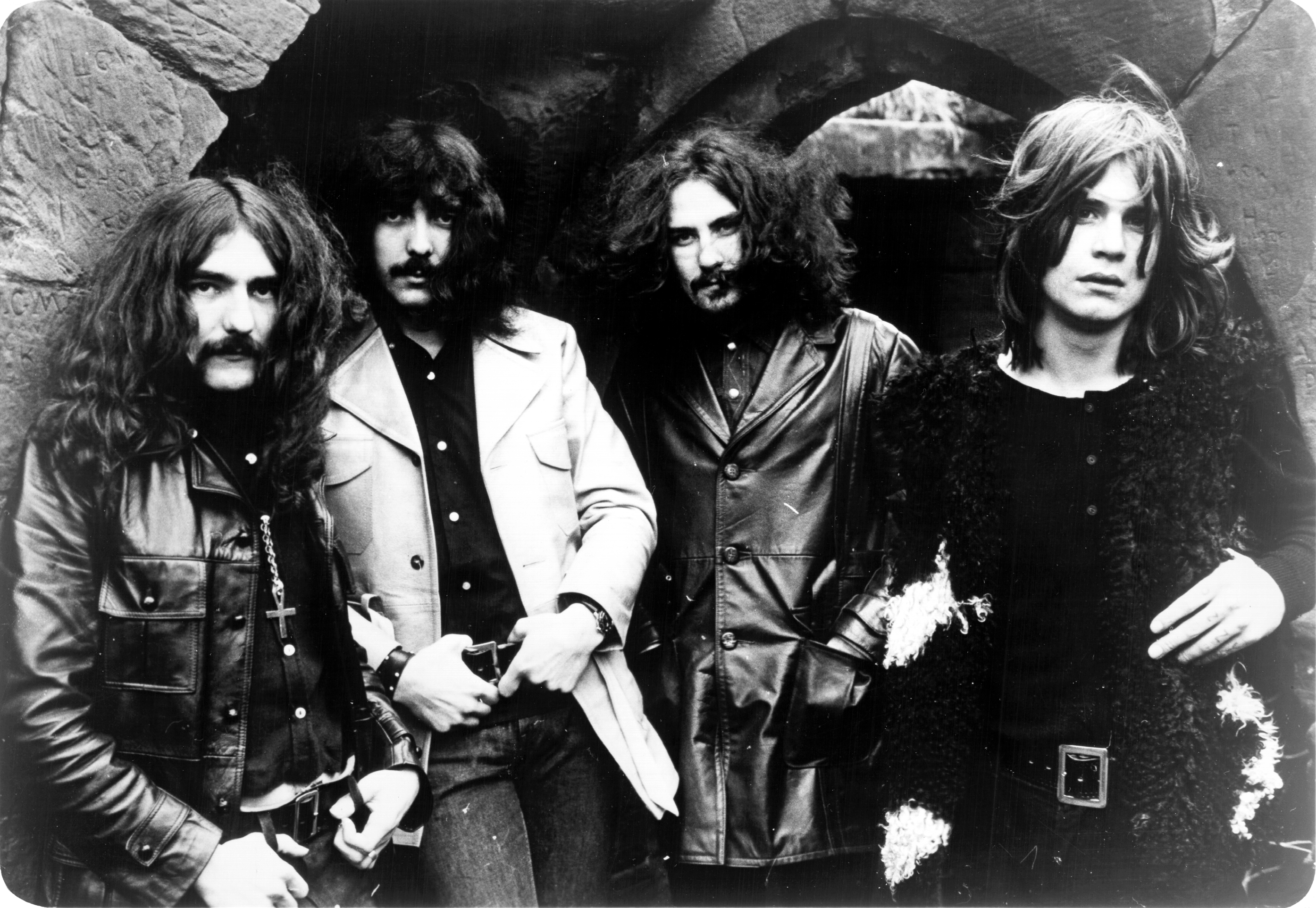
Black Sabbath en 1970. De izquierda a derecha: Butler, Iommi, Ward y Osbourne.

Black Sabbath firmó con Philips Records en diciembre de 1969 y publicó su primer sencillo, «Evil Woman», en enero de 1970, a través de Fontana Records, subsidiaria de Philips. Los posteriores lanzamientos se llevaron a cabo a través de la nueva compañía de rock progresivo creada por Philips, Vertigo Records. Aunque el sencillo no entró en ninguna lista de ventas, la banda consiguió dos días en un estudio para grabar su primer álbum con el productor Rodger Bain. Iommi recuerda haber grabado en directo: «Pensamos: "Tenemos dos días para hacerlo y uno de ellos es para mezclas". Así que grabamos en directo. Ozzy estaba cantando al mismo tiempo, sólo lo colocamos en una cabina aparte y nos lanzamos al asunto. Nunca tuvimos una segunda ronda de la mayoría del material».
Black Sabbath, el álbum debut de la banda, salió al mercado el viernes 13 de febrero de 1970. Alcanzó el octavo puesto en el UK Albums Chart y, tras su publicación en Estados Unidos en mayo de 1970, alcanzó el vigésimo tercero en el Billboard 200, donde permaneció durante más de un año. El disco fue un éxito comercial pero fue duramente criticado por los medios; así, Lester Bangs, el crítico de la revista Rolling Stone, llegó a definirlo como «improvisaciones discordantes con el bajo y la guitarra rodando como obsesos de la velocidad pasados de rosca sobre los perímetros musicales del otro, aunque sin encontrar nunca del todo la sincronización». Desde entonces ha sido certificado como disco de platino en Estados Unidos y en el Reino Unido.
Para aprovechar el éxito de público que habían tenido en Estados Unidos, la banda regresó rápidamente al estudio en junio de 1970, cuatro meses después de publicar Black Sabbath. El nuevo álbum iba a llamarse War Pigs por la canción «War Pigs», que criticaba la guerra de Vietnam. Sin embargo, Warner Bros. Cambió el título a Paranoid por miedo a represalias de los partidarios de esa guerra. El primer sencillo extraído del álbum, «Paranoid», se escribió a última hora en el estudio. Como explica Bill Ward: «No teníamos suficientes canciones para el álbum y Tony empezó a tocar el riff de «Paranoid» y eso fue todo. Nos llevó veinte, veinticinco minutos del principio al final». El sencillo fue publicado antes que el álbum, en septiembre de 1970, y alcanzó el cuarto puesto en las listas británicas, convirtiéndose en el único sencillo de la banda en llegar a la lista de los diez más populares.
Black Sabbath publicó su segundo álbum, Paranoid, en octubre de 1970. Impulsado por el éxito del sencillo, el álbum escaló hasta el número uno en el Reino Unido. La publicación en Estados Unidos se retrasó hasta enero de 1971, ya que Black Sabbath aún estaba en las listas cuando Paranoid salió en el Reino Unido. Paranoid entró entre los diez primeros en marzo de 1971 en Estados Unidos y vendió cuatro millones de copias, sin casi apoyo radiofónico. De nuevo los medios criticaron el disco, aunque los críticos actuales lo califican como «uno de los más grandes e influyentes álbumes de heavy metal de todos los tiempos, que definió el sonido y estilo del heavy metal mejor que ningún otro disco en la historia del rock». El éxito de Paranoid permitió a la banda realizar la primera gira por los Estados Unidos en noviembre de 1970, lo que provocó la publicación del segundo sencillo, «Iron Man». Aunque no consiguió entrar en el top cuarenta, «Iron Man» permanece como una de las canciones más populares de la banda, así como el sencillo que más alto llegó en las listas estadounidenses. A finales de enero de 1971 emprendieron una minigira por Oceanía, con sus primeras actuaciones en Nueva Zelanda y Australia, en este último caso el 1 de febrero como cabezas de cartel en el histórico festival Myponga Pop Festival.

### Master of RealityyVolume 4(1971-1973)

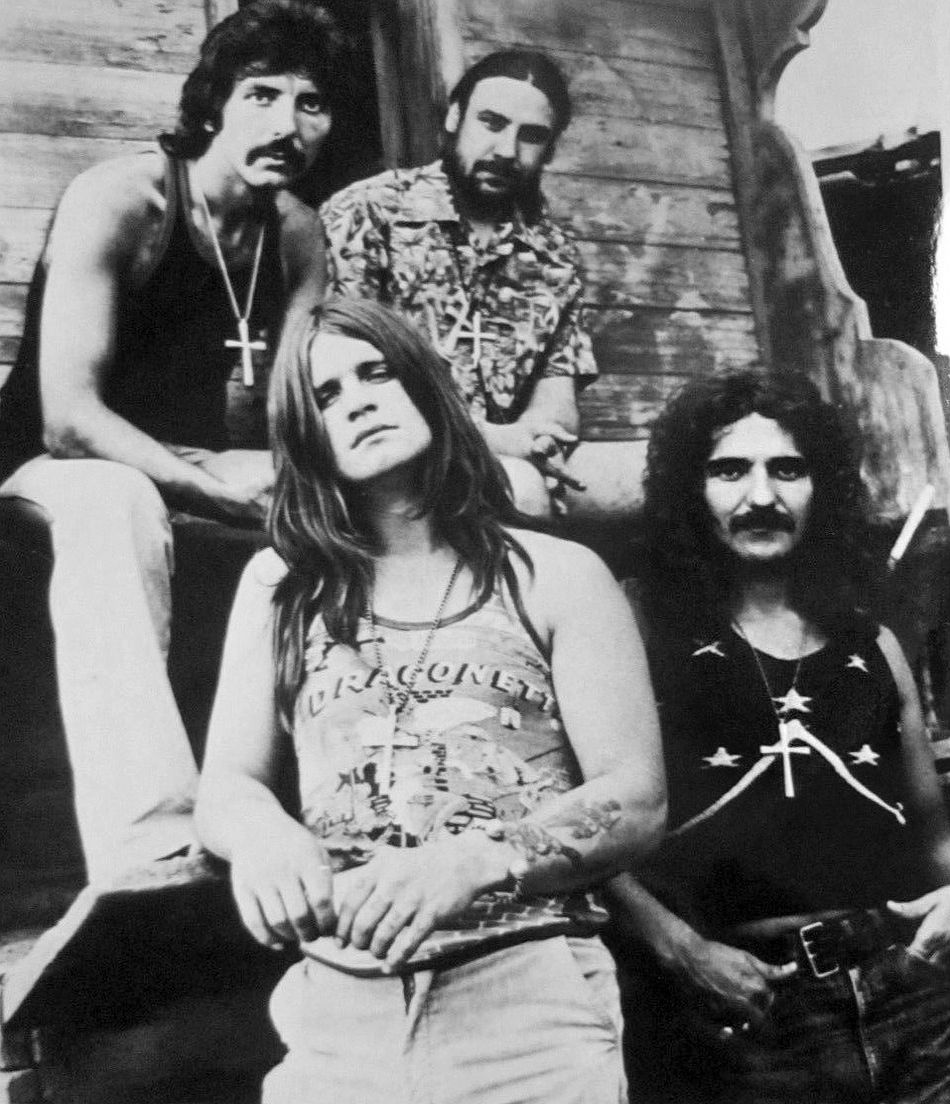
Black Sabbath en 1972.

En febrero de 1971, Black Sabbath regresó al estudio para comenzar a grabar su tercer álbum. Tras el éxito de Paranoid, la banda consiguió más tiempo en estudio así como «un maletín lleno de dinero», que los miembros utilizaron para comprar drogas. «Estábamos metidos en la coca, mucho», explicó Ward. «Estimulantes, tranquilizantes, quaaludes, lo que fuera. Llegó al punto de que tenías ideas pero después se te olvidaban, porque estabas muy fuera de ti».
La producción se completó en abril de 1971, y en julio se publicó Master of Reality, solo seis meses después del lanzamiento de Paranoid. El álbum alcanzó el top diez tanto en el Reino Unido como en los Estados Unidos, donde fue certificado disco de oro en menos de dos meses, alcanzando el disco de platino en los años 1980 y el doble platino en el siglo XXI. Master of Reality contiene las primeras canciones acústicas de la banda, así como piezas populares entre los seguidores como «Children of the Grave» y «Sweet Leaf». Aun así, las críticas de la época seguían siendo desfavorables: Rolling Stone, por ejemplo, lo definió como «ingenuo, simple, repetitivo, un absoluto sinsentido», aunque la misma revista lo colocó en 2003 en el puesto 298 en su lista de los 500 mejores álbumes de todos los tiempos.
Después de la gira mundial de Master of Reality en 1972, Black Sabbath se tomó el primer descanso en tres años. Tal y como Ward explicó: «La banda comenzó a sentirse muy fatigada y cansada. Habíamos estado en la carretera sin parar, año sí año también, girando y grabando constantemente. Creo que Master of Reality fue algo así como el fin de una era, los primeros tres álbumes, y decidimos tomarnos nuestro tiempo con el siguiente álbum».
En junio de 1972, la banda se reunió en Los Ángeles para comenzar a trabajar en su siguiente trabajo en los estudios Record Plant. El proceso de grabación estuvo plagado de problemas, en su mayoría debidos al abuso de sustancias. Mientras trataba de grabar la canción «Cornucopia» después de «sentarse en medio de la habitación tomando drogas», Bill Ward estuvo a punto de ser despedido de la banda. «Odiaba la canción, había algunos patrones que eran simplemente... horribles», dijo Ward. «Al final la clavé, pero la reacción de todo el mundo era de menosprecio. Era en plan: "Bueno, mejor vete a casa, no nos sirves para nada así". Sentí que la había pifiado, estuve a punto de ser despedido». El álbum fue titulado originalmente Snowblind en honor a la canción del mismo nombre, que trata sobre el abuso de la cocaína. Sin embargo, la compañía discográfica cambió el título en el último momento a Black Sabbath Vol. 4. Según declaró Ward: «No hubo ningún volumen 1, 2 o 3, así que es un título bastante estúpido».
Black Sabbath Vol. 4 se publicó en septiembre de 1972, y aunque las críticas seguían siendo negativas llegó al disco de oro en menos de un mes, y fue el cuarto álbum consecutivo en alcanzar el millón de copias vendidas en los Estados Unidos. Al disponer de más tiempo en el estudio, en Volume 4 Black Sabbath exploró nuevos sonidos con instrumentos diferentes, como el piano, los instrumentos de cuerda, la orquestación y probó a dividir las canciones en varias partes, tomando influencias del rock progresivo. Incluso se atrevieron a grabar una balada de piano, titulada «Changes». La canción «Tomorrow's Dream» fue editada como un sencillo (el primero desde Paranoid) pero no consiguió entrar en las listas de popularidad. Tras una extensa gira por los Estados Unidos, la banda visitó Australia y, a continuación, pasó por la Europa continental.

### Sabbath Bloody SabbathySabotage(1973-1975)
Tras la gira mundial de Volume 4, Black Sabbath volvió a Los Ángeles para empezar a trabajar en su siguiente entrega. La banda, satisfecha con Volume 4, quería recrear la atmósfera de grabación y regresó a la Record Plant de Los Ángeles. A causa de las innovaciones de la época en el proceso de grabación, los miembros se sorprendieron de encontrarse con que la habitación que habían usado la última vez había sido reemplazada por un «sintetizador gigante». Alquilaron una casa en Bel Air y comenzaron a componer en el verano de 1973, pero, debido al abuso de sustancias y al cansancio, no fueron capaces de completar ninguna canción. «Las ideas no venían del modo en que venían con Volume 4 y nos desilusionamos mucho», dijo Iommi. «Estaban todos sentados ahí esperando que hiciera algo. Yo simplemente no podía pensar en nada. Y si a mí no se me ocurría nada, nadie hacía nada».
Después de un mes en Los Ángeles sin resultados, optaron por volver a Inglaterra, donde alquilaron el castillo de Clearwell en el Bosque de Dean. «Ensayábamos en las mazmorras y era bastante espeluznante pero tenía algo de atmósfera, evocaba cosas, y el material comenzó a salir otra vez». Mientras trabajaban en las mazmorras, Iommi topó con el riff principal de «Sabbath Bloody Sabbath», que dio el tono para el nuevo material. Grabado en los Morgan Studios de Londres por Mike Butcher e inspirándose en los cambios introducidos en Volume 4, las nuevas canciones incorporaban sintetizadores, instrumentos de cuerda y arreglos complejos. El teclista de Yes, Rick Wakeman, colaboró como músico de sesión en la canción «Sabbra Cadabra» y a su vez en «Who are You».

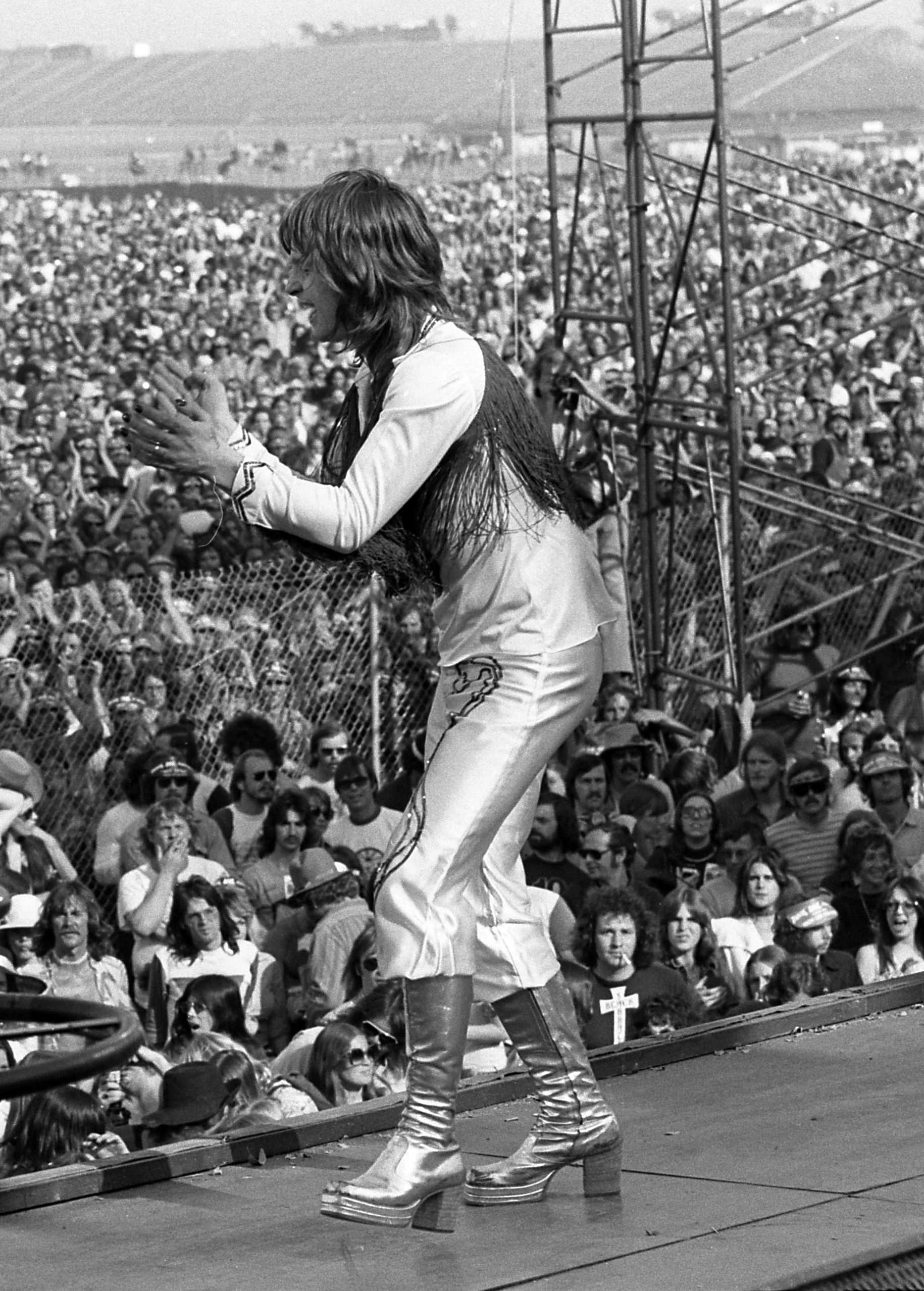
El vocalista Ozzy Osbourne durante el multitudinario concierto de Black Sabbath en el festival California Jam celebrado en el Ontario Motor Speedway, 6 de abril de 1974.

En noviembre de 1973, Black Sabbath publicó Sabbath Bloody Sabbath, disco que fue aclamado por la crítica. En efecto, por primera vez en su carrera, la banda empezó a recibir críticas positivas de la prensa musical generalista. La revista Rolling Stone lo definió como «un acontecimiento extraordinariamente pegadizo», y «nada menos que un completo éxito». Posteriores reseñas, como es el caso de la de Eduardo Rivadavia de Allmusic, mencionan el álbum como una «obra maestra, esencial para cualquier colección de heavy metal», que presenta «una recién hallada sensación de finura y madurez». El álbum se convirtió en el quinto consecutivo del grupo en alcanzar el disco de platino en los Estados Unidos, llegando al número cuatro en las listas británicas y el once en las estadounidenses. La banda comenzó una gira mundial en enero de 1974 que culminó en el festival California Jam en Ontario (California) ante 260 000 personas, junto a otras bandas como Emerson, Lake & Palmer, Deep Purple, Earth Wind & Fire e Eagles. Parte de este concierto fue emitido por la cadena ABC en Estados Unidos, dando a conocer a la banda ante una mayor audiencia. Ese año la banda rompió el contrato con su representante Jim Simpson y contrató a Patrick Meeham. Este cambio trajo consigo disputas legales con Simpson que provocaron la ausencia de los estudios de grabación de la banda durante dos años.
Black Sabbath comenzó a trabajar en su sexto álbum en febrero de 1975, en los Morgan Studios de Willesden, Inglaterra, con un nuevo representante, Don Arden, y con una clara intención de cambiar el sonido de Sabbath Bloody Sabbath. «Podíamos haber continuado y seguir y seguir, volviéndonos más técnicos, usando orquestas y todo eso que particularmente no queríamos. Nos miramos a nosotros mismos y quisimos hacer un disco de rock; Sabbath Bloody Sabbath no era un disco de rock, realmente». Producido por Black Sabbath y Mike Butcher, Sabotage salió al mercado en julio de 1975. De nuevo, el álbum recibió críticas positivas, ya que Rolling Stone afirmó que «Sabotage no es sólo el mejor álbum de Black Sabbath desde Paranoid, puede que sea el mejor de todos», aunque posteriores críticos notaron que «la química mágica que hizo álbumes como Paranoid y Volume 4 estaba empezando a desintegrarse».
Sabotage alcanzó el top veinte tanto en los Estados Unidos como en el Reino Unido, pero fue el primer álbum que no consiguió el disco de platino en Estados Unidos, llegando solo al disco de oro. Aunque el único sencillo del álbum, «Am I Going Insane (Radio)», no consiguió entrar en las listas de éxitos, Sabotage contiene canciones clásicas como «Hole in the Sky» y «Symptom of the Universe». Black Sabbath realizaron una gira mundial con Kiss, pero se vieron forzados a dejarla en noviembre de 1975 tras un accidente de moto en el que Osbourne se lesionó la espalda. En diciembre la compañía discográfica de la banda publicó un álbum recopilatorio de grandes éxitos sin consultárselo a la banda, titulado We Sold Our Soul for Rock 'n' Roll. El disco vendió dos millones de copias en los Estados Unidos.

### Technical EcstasyyNever Say Die!(1976-1979)

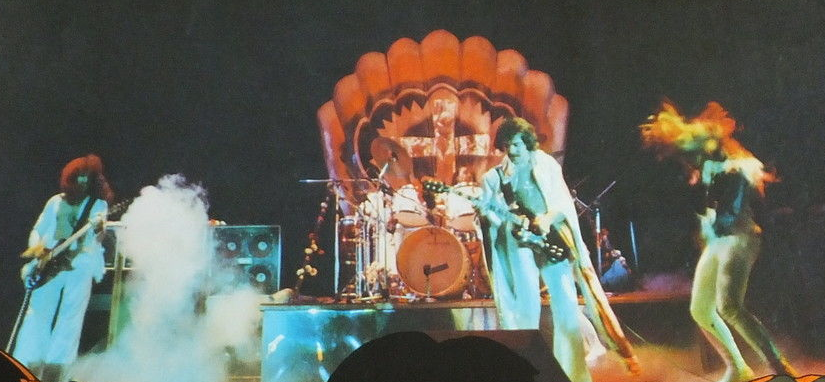
Black Sabbath durante un concierto en 1976.

Black Sabbath comenzó a trabajar en su siguiente álbum en los Criteria Studios de Miami en junio de 1976. Con la intención de expandir su sonido, la banda contrató al teclista Gerry Woodruffe, que ya había hecho alguna aparición en Sabotage. Technical Ecstasy, publicado el 25 de septiembre de 1976, fue recibido con críticas encontradas, y por primera vez no consiguió mejores críticas a medida que pasaba el tiempo. Dos décadas después de su lanzamiento Allmusic le otorgó dos estrellas de cinco y dijo que la banda se estaba «deshaciendo a una velocidad alarmante». Este disco presenta un sonido menos opresivo y oscuro en favor de la introducción de sintetizadores y canciones más rápidas. Technical Ecstasy no consiguió entrar entre los cincuenta álbumes más vendidos en los Estados Unidos, y fue el segundo trabajo consecutivo que no alcanzó el disco de platino, aunque fue certificado como disco de oro en 1997. El álbum contiene la canción «Dirty Women», un fijo en los conciertos del grupo, y la primera aparición como vocalista principal de Bill Ward en la canción «It's Alright». La gira de promoción del álbum comenzó en noviembre de 1976, teniendo de teloneros a Boston y Ted Nugent en los Estados Unidos y a AC/DC en Europa, donde finalizó en abril de 1977.
En noviembre de 1977, cuando la banda estaba ensayando para su próximo álbum y pocos días antes de entrar en el estudio para empezar la grabación, Osbourne abandonó. «Los últimos álbumes de Sabbath eran demasiado deprimentes para mí», dijo Osbourne. «Lo estaba haciendo con el propósito de ver qué le podíamos sacar a la compañía discográfica, para inflarme a cervezas y publicar un álbum». La banda recurrió a Dave Walker, antiguo vocalista de Fleetwood Mac y Savoy Brown, para ensayar en octubre de 1977, y comenzaron a trabajar en nuevas canciones. Black Sabbath hizo la primera y única aparición pública con Walker tocando una versión no definitiva de «Junior's Eyes» en el programa de la BBC Look! Hear!.
Por su parte, Osbourne inició un proyecto en solitario con tres antiguos miembros de Dirty Tricks: John Frazer-Binnie, Terry Horbury y Andy Bierne. Sin embargo, durante los ensayos de la nueva banda en enero de 1978, Osbourne cambió de opinión y regresó a Black Sabbath. «Tres días antes de que entráramos en el estudio, Osbourne quiso volver a la banda», explicó Iommi. «No quería cantar nada del material que ya habíamos hecho con el otro tipo, así que lo hizo muy difícil. Entramos en el estudio básicamente sin canciones. Escribíamos por el día para tener tiempo de ensayar y grabar por la noche. Era muy difícil, como una cinta transportadora, porque no teníamos tiempo de reflexionar sobre el material. "¿Esto está bien? ¿Está funcionando como debe?" Era muy difícil para mí tener ideas y hacerlas realidad tan rápido».

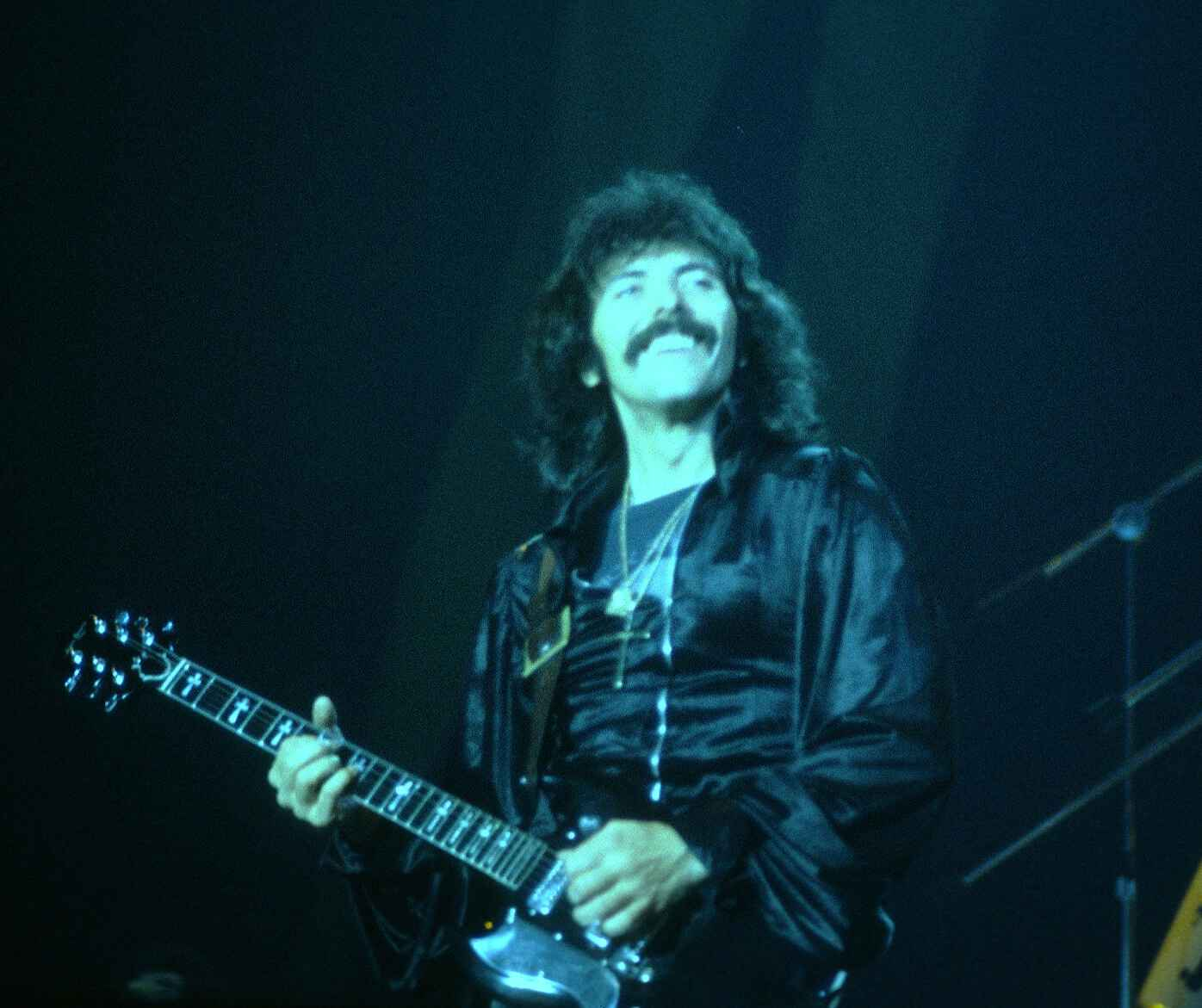
Tony Iommi actuando en el New Haven Coliseum en 1978.

La banda pasó cinco meses en los Sounds Interchange Studios de Toronto, Canadá, escribiendo y grabando lo que acabaría siendo Never Say Die!. «Nos llevó bastante tiempo», dijo Iommi. «Nos estábamos drogando mucho, fumando montones de porros. Íbamos a las sesiones pero teníamos que irnos porque estábamos demasiado drogados, teníamos que parar. Nadie hacía nada bien, estábamos dispersos, todo el mundo tocando algo distinto. Teníamos que volver y descansar, e intentarlo al día siguiente». El álbum fue publicado en septiembre de 1978, escalando hasta el número doce en el Reino Unido y el sesenta y nueve en los Estados Unidos. Las críticas no fueron buenas y, de nuevo, tampoco lo fueron con el paso del tiempo. Allmusic opinó que «las canciones desenfocadas reflejaban perfectamente las tensiones en el personal y el abuso de las drogas». El álbum produjo los sencillos «Never Say Die» y «Hard Road», que llegaron al top cuarenta en el Reino Unido, mientras que la banda hizo su segunda aparición en el Top of the Pops tocando la canción «Never Say Die». Tan solo veinte años después de su salida Never Say Die! consiguió el disco de oro en los Estados Unidos.
La gira de promoción comenzó en mayo de 1978 con Van Halen como teloneros. La crítica calificó las actuaciones de la banda como «cansadas y sin inspiración», en contraste con las «juveniles» actuaciones de Van Halen, que se habían embarcado por primera vez en una gira mundial. La banda filmó una actuación en el Hammersmith Apollo en junio de 1978 que fue publicada como DVD años después con el título de Never Say Die. La gira terminó en Alburquerque, Nuevo México, el 11 de diciembre.[cita requerida]
Después de la gira, Black Sabbath regresó a Los Ángeles y de nuevo los miembros alquilaron una casa en Bel Air, donde pasaron casi un año trabajando en material nuevo para otro álbum. A causa de la presión por parte de la compañía discográfica y la falta de ideas de Ozzy Osbourne, Iommi tomó la decisión de despedir a Osbourne en 1979. «En ese momento, Ozzy había llegado a su fin», explicó Iommi. «Todos estábamos muy metidos en la droga, mucha cocaína, mucho de todo, y Ozzy se emborrachaba mucho en esa época. Se suponía que debíamos estar ensayando pero nadie hacía nada. Era como: "¿Ensayamos hoy? No, mejor mañana". Todo se puso tan mal que no hacíamos nada. Simplemente se esfumó». Bill Ward, amigo íntimo de Osbourne, fue el elegido por Iommi para informarle sobre su despido. Ward declararía: «Espero haber sido profesional, de hecho puede que no lo fuera. Cuando estoy borracho soy horrible, soy horroroso. El alcohol fue definitivamente una de las cosas más perjudiciales para Black Sabbath. Estábamos destinados a destruirnos los unos a los otros. La banda era tóxica, muy tóxica».

### Heaven and HellyMob Rules(1979-1982)

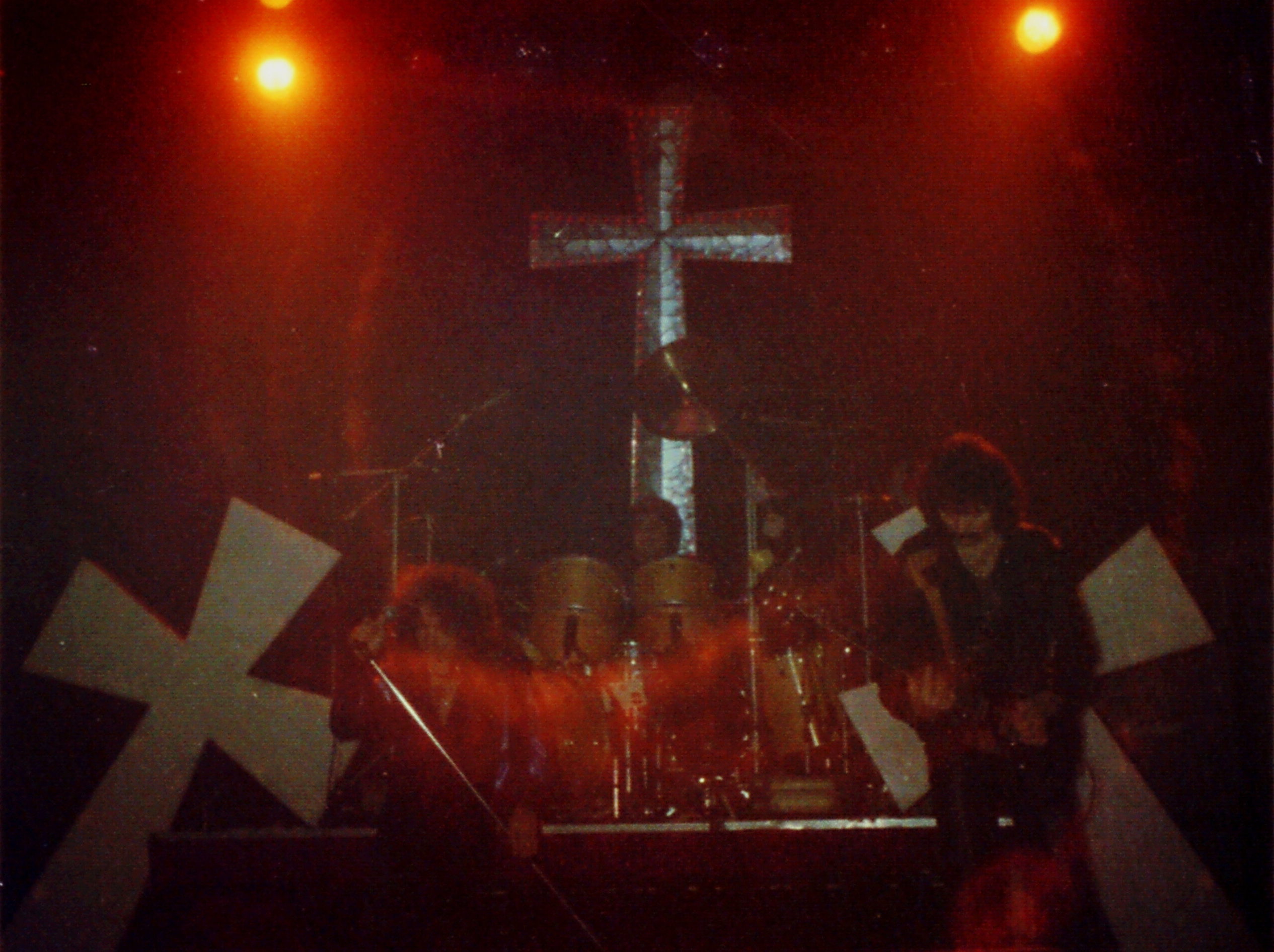
Concierto de Black Sabbath en Cardiff, durante la gira promocional de Heaven and Hell, en 1981

Sharon Arden, la hija del representante Don Arden y futura esposa de Ozzy Osbourne, propuso al antiguo vocalista de Rainbow, Ronnie James Dio, como reemplazo de Ozzy en 1979. Dio se unió oficialmente en junio, y la banda comenzó a escribir su nuevo disco. A causa del diferente estilo vocal de Dio, el sonido de Black Sabbath cambió. «Eran totalmente diferentes», explica Iommi. «No sólo con respecto a la voz, sino a la actitud. Ozzy era un gran showman, pero cuando Dio llegó, era una actitud diferente, una voz diferente y una propuesta musical diferente, más allá de la voz. Dio cantaba a través del riff, mientras que Ozzy lo seguía, como en "Iron Man". Ronnie llegó y nos dio otro ángulo desde el cual componer».
El bajista Geezer Butler dejó la banda temporalmente en septiembre de 1979, y fue reemplazado en principio por Geoff Nicholls de Quartz. La nueva alineación entró en los Criteria Studios en noviembre para comenzar la grabación del álbum. Dos meses después, Butler regresó a la banda y Nicholls se encargó del teclado. Producido por Martin Birch, Heaven and Hell fue publicado el 25 de abril de 1980 con buenas críticas. Más de una década después de su publicación, Allmusic dijo que el álbum era «una de las grabaciones con más calidad de Sabbath, la banda suena totalmente renacida y con nuevas energías». Heaven and Hell llegó al noveno puesto en el Reino Unido y al veintidós en Estados Unidos, el mayor éxito desde Sabotage. Además, el sencillo «Neon Knights» obtuvo gran repercusión. El disco acabó vendiendo más de un millón de copias en Estados Unidos, y la banda se embarcó en una gira mundial, haciendo su primer concierto con Dio en Alemania el 17 de abril de 1980.[cita requerida]
Black Sabbath realizó su gira por los Estados Unidos, titulada Black and Blue, con Blue Öyster Cult como teloneros. Durante la gira se filmó un concierto en Uniondale, Nueva York, que se estrenó en cines en 1981 con el título de Black and Blue. El 26 de julio de 1980 la banda actuó ante 75.000 personas en el Los Angeles Memorial Coliseum con Journey, Cheap Trick y Molly Hatchet. Durante la gira, la antigua discográfica de Black Sabbath en Inglaterra publicó, sin beneficio para el grupo, un disco en directo grabado hacía siete años, llamado Live at Last, que alcanzó el quinto puesto en las listas británicas. Este álbum propició la reedición del sencillo «Paranoid», que alcanzó el top veinte.
El 18 de agosto de 1980, tras un concierto en Mineápolis, Bill Ward fue despedido de la banda. «NO toleraba el hecho de subir al escenario sin Ozzy», dijo Ward. «Era un borracho increíble, estaba borracho las veinticuatro horas del día. Cuando entraba en escena, el escenario no era tan brillante. Sentía que me estaba muriendo por dentro. El espectáculo parecía vacío, Ron estaba ahí delante haciendo sus cosas y yo dije "se acabó". Me gusta Ronnie, pero musicalmente él no era lo mío». Preocupado por el estado de salud de Ward, Iommi trajo al batería Vinny Appice sin informar a Ward. «No me lo dijeron, me echaron de la silla y no me lo dijeron. Sabía que tendrían que traer a otro batería para salvar la gira, pero había estado en la banda durante años y años, desde que éramos muchachos. Y entonces Vinny estaba tocando y era como: "¿Qué diablos pasa?" Dolió mucho».
La banda acabó la gira Heaven and Hell en febrero de 1981, y regresó al estudio para componer su siguiente obra. El segundo álbum de Black Sabbath en ser producido por Martin Birch y en tener como vocalista a Ronnie James Dio, Mob Rules, salió al mercado en octubre de 1981, siendo bien recibido por el público, pero no tan bien por la crítica. La revista Rolling Stone aseguró que «Mob Rules presenta a la banda más torpe y flatulenta que nunca". Como con muchos trabajos anteriores de la banda, el tiempo ayudó a cambiar la perspectiva de la crítica. Una década después, Allmusic escribió sobre Mob Rules que era un «magnífico álbum». El álbum fue certificado disco de oro y alcanzó el top veinte en las listas británicas. La canción «The Mob Rules», grabada en la vieja mansión de John Lennon en Inglaterra, aparece en la película de animación Heavy Metal, aunque es una versión alternativa, distinta de la versión original del álbum.
La banda, insatisfecha con la calidad de Live at Last, decidió grabar otro álbum en directo (Live Evil) durante la gira mundial en promoción de Mob Rules en ciudades como Dallas, San Antonio y Seattle en 1982. Durante el proceso de mezclado del álbum, Iommi y Butler tuvieron una discusión con Dio. Iommi y Butler acusaron al vocalista de colarse de noche en el estudio y subir el volumen de sus pistas vocales en la mezcla. Además, Dio no estaba satisfecho con las fotografías que se habían tomado de él y que aparecían en el diseño del álbum. «Ronnie quería que su opinión pesara más», dijo Iommi. «Y Geezer se enfadó y ahí es donde todo se comenzó a decaer. Live Evil es donde todo se vino abajo. Ronnie quería hacer más de lo suyo, y el ingeniero que estábamos usando en aquel momento no sabía qué hacer, porque Ronnie estaba diciendo que hiciera una cosa y nosotros otra. Al final del día dijimos: 'Ya está, la banda se acabó'». «Cuando llega el momento de la voz, nadie me dice qué hacer. ¡Nadie! Porque ellos no son tan buenos como yo, así que hago lo que quiero», explicó Dio. «Me negué a oír Live Evil porque había demasiados problemas. Si miras a los créditos, las voces y la batería están apartadas en un lado. Abre el álbum y mira cuántas fotos hay de Tony y cuántas hay de mí y Vinny».
Ronnie James Dio dejó Black Sabbath en noviembre de 1982 para comenzar su propia banda, Dio, y se llevó al baterista Vinny Apice con él. Live Evil vio la luz en enero de 1983, pero fue ensombrecido por Speak of the Devil de Ozzy Osbourne, un álbum en directo certificado como disco de platino, que contiene solo canciones de Black Sabbath, y que había sido publicado cinco meses antes.

### Born Again(1983-1984)

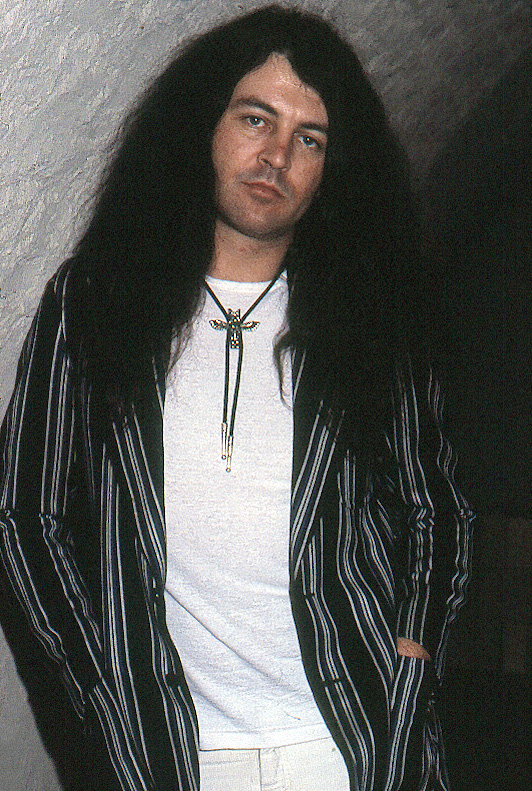
Ian Gillan antes de una actuación en la Plaza de toros Monumental de Barcelona en septiembre de 1983.

Con solo dos miembros originales restantes, Tony Iommi y Geezer Butler comenzaron a hacer audiciones para el futuro álbum de la banda. Después de varios intentos fallidos con David Coverdale de Whitesnake, Nicky Moore de Samson y John Sloman de Lone Star, la banda finalmente se decidió por el vocalista de Deep Purple, Ian Gillan, para reemplazar a Ronnie James Dio en 1983. Aunque la primera idea era que el proyecto no se llamara Black Sabbath, las presiones de la compañía discográfica forzaron a la banda a mantener el nombre. La banda entró en The Manor Studio de Shipton-on-Cherwell, Oxfordshire, Reino Unido, en junio de 1983, con Bill Ward de vuelta y sobrio en su puesto de batería. El nuevo álbum, Born Again, se encontró con reseñas diversas de críticos y seguidores. El álbum alcanzó el puesto número cuatro en las listas británicas y el puesto número 39 en las de Estados Unidos. Aun así, casi una década después de su lanzamiento, el crítico de Allmusic Eduardo Rivadavia calificó el álbum de «espantoso», añadiendo que «el estilo blues de Gillan y las letras humorísticas eran totalmente incompatibles con los señores de las penumbras».
Aunque tocó en el álbum, el batería Bill Ward no pudo salir de gira debido a las presiones de la carretera, abandonando la banda en 1984. Ward dijo después: «Me derrumbé ante la idea de salir de gira. Tenía tanto miedo de las giras, nunca hablaba de mis miedos, en vez de eso bebía y ese fue mi gran error». Ward fue reemplazado por el antiguo batería de Electric Light Orchestra, Bev Bevan, para la gira mundial de Born Again, que comenzó en Europa junto a Diamond Head, y después en Estados Unidos con Quiet Riot y Night Ranger. La banda actuó como cabeza de cartel del Reading Festival de 1983, donde añadieron la canción «Smoke on the Water» a la lista de canciones que tocaron.[cita requerida]
La gira para promocionar Born Again incluía un gigantesco monumento de Stonehenge como parte de la escenografía. La banda cometió un error al encargar la pieza, hecho que sirvió para una escena paródica en el falso documental This Is Spinal Tap. Geezer Butler lo explicó:

Teníamos como representante a Don Arden, el padre de Sharon Osbourne. Se le ocurrió la idea de tener el monumento de Stonehenge como parte del escenario. Anotó las dimensiones y se las dio al mánager de la gira. Lo escribió en metros aunque quiso escribirlo en pies. La gente que lo tenía que fabricar entendió quince metros en vez de quince pies. Tenía cuarenta y cinco pies de alto y no cabía en ninguno de los escenarios así que tuvimos que dejarlo en el almacén. Costó una fortuna fabricarlo pero no había local en el mundo donde cupiese.

### Descanso ySeventh Star(1984-1986)
Después de completar la gira de Born Again en marzo de 1984, el vocalista Ian Gillan abandonó Black Sabbath para volver con Deep Purple. La banda contrató al vocalista David Donato. La nueva formación compuso y ensayó a lo largo de 1984 y finalmente grabaron una demo en octubre. La banda, descontenta con los resultados, se deshizo de Donato poco después. El bajista Geezer Butler, desilusionado con tantos cambios en la formación, abandonó Black Sabbath en noviembre de 1984 para formar una banda en solitario. Butler comentó:

«Cuando Ian Gillan tomó las riendas, ese fue el final para mí. Pensé que era una broma y abandoné por completo. Cuando nos juntamos con Gillan, se suponía que no tenía que ser un álbum de Black Sabbath. Después de completar el álbum, se lo entregamos a Warner Bros. y dijeron que lo iban a lanzar bajo el nombre de Black Sabbath y no pudimos hacer nada al respecto. Me desilusioné mucho con esto y Gillan estaba realmente jodido por ello. Aquello duró un álbum y una gira y ya está».

Después de la marcha de Butler, el único miembro original restante, Tony Iommi, dejó a Black Sabbath aparte, para comenzar a trabajar en un álbum en solitario junto al teclista Geoff Nicholls. Mientras trabajaba en material nuevo, se le ofreció a la formación original de Black Sabbath un puesto en el concierto benéfico de Bob Geldof, Live Aid; la banda aceptó, tocando en el concierto que tuvo lugar en Filadelfia, el 13 de julio de 1985. El evento significó la primera reunión de la forma original de la banda desde 1978, en un concierto en el que también se reunieron The Who y Led Zeppelin. De vuelta con su trabajo en solitario, Iommi contrató al bajista Dave Spitz y al batería Eric Singer, e inicialmente pretendió utilizar varios cantantes, entre ellos Rob Halford de Judas Priest, Glenn Hughes (exbajista de Deep Purple y vocalista de Trapeze) y el ex Black Sabbath Ronnie James Dio. «Íbamos a usar distintos vocalistas en el álbum, cantantes invitados, pero era muy difícil juntarlos y conseguir los permisos de sus respectivas compañías discográficas. Glenn Hughes vino para cantar en una de las pistas y decidimos usarlo para todo el álbum».
La banda pasó el resto del año en el estudio, grabando lo que sería Seventh Star. Warner Bros. se negó a lanzarlo como un álbum en solitario de Tony Iommi, insistiendo en usar nuevamente el nombre de Black Sabbath. Presionados por el representante de la banda, Don Arden, ambos decidieron lanzar el álbum como «Black Sabbath featuring Tony Iommi» en enero de 1986. «Realmente fue meterse en camisa de once varas», explicó Iommi, «porque creo que si lo hubiésemos podido lanzar como un álbum en solitario, habría tenido mucha mejor aceptación». Seventh Star, que sonaba poco a álbum de Black Sabbath, incorporaba más elementos de hard rock popularizados por la escena rock de Sunset Strip de los años 1980, y fue criticado por los periodistas musicales de la época, aunque reseñas posteriores como la de Allmusic fueron positivas, diciendo del álbum que era «a menudo incomprendido y subestimado».
La nueva formación ensayó seis semanas, preparándose para una gira mundial, aunque la banda nuevamente fue forzada a utilizar el nombre de Black Sabbath. «Yo estaba metido en el "Tony Iommi project", pero no estaba bajo el paraguas de Black Sabbath», dijo Hughes. «La idea de formar parte de Black Sabbath no iba conmigo de ninguna de las maneras. Glenn Hughes cantando en Black Sabbath es como James Brown cantando en Metallica. No iba a funcionar». Solo cuatro días antes del comienzo de la gira, el cantante Glenn Hughes se metió en una pelea de bar con el mánager de producción John Downing, quien le astilló el hueso orbital. La lesión interfería en la habilidad de Hughes para cantar, por lo que la banda escogió a Ray Gillen para la gira con W.A.S.P. y Anthrax, aunque casi la mitad de las fechas de Estados Unidos fueron canceladas por las escasa venta de entradas.
Hay un vocalista cuyo estatus está disputado, tanto dentro como fuera de Black Sabbath, el del evangelista Jeff Fenholt. Él ha insistido en que fue cantante de Black Sabbath entre enero y mayo de 1985. Tony Iommi nunca lo ha confirmado, ya que estaba trabajando en un proyecto en solitario que después sería un álbum bajo el nombre de Black Sabbath. Fenholt dio explicaciones pormenorizadas del tiempo que estuvo con Iommi y Sabbath en el libro de Garry Sharpe-Young, Sabbath Bloody Sabbath: The Battle for Black Sabbath.

### The Eternal Idol,Headless CrossyTyr(1987-1990)
Black Sabbath comenzó a trabajar en nuevo material en octubre de 1986 en los Air Studios de Montserrat con el productor Jeff Glixman. La grabación estuvo repleta de problemas desde el comienzo, por lo que Glixman abandonó tras las primeras sesiones, siendo sustituido por Vic Coppersmith-Heaven. El bajista Dave Spitz renunció por «motivos personales», y se le sustituyó por Bob Daisley, el exbajista de Rainbow. Daisley regrabó todas las pistas de bajo, además de escribir las letras del álbum. Pero antes de que se completara el álbum, abandonó para unirse a la banda de Gary Moore, llevándose también al batería Eric Singer. Después de tener problemas con el segundo productor Coppersmith-Heaven, la banda volvió a Morgan Studios en Inglaterra en enero de 1987 para trabajar con otro productor, Chris Tsangarides. Mientras trabajaban en el Reino Unido, el nuevo vocalista Ray Gillen abandonó precipitadamente Black Sabbath para formar Blue Murder con John Sykes. La banda contrató al exvocalista de Alliance Tony Martin para regrabar las parte de Gillen, y al antiguo batería Bev Bevan para completar algunos overdubs de percusión.
Antes del lanzamiento del nuevo álbum, Black Sabbath aceptó una oferta para hacer seis conciertos en Sun City, Sudáfrica, durante la era del apartheid. Como resultado, la banda fue criticada por activistas y artistas que estaban involucrados en el Artists United Against Apartheid, que habían estado boicoteando a Sudáfrica desde 1985. El batería Bev Bevan se negó a tocar y fue sustituido por Terry Chimes, antiguo miembro de The Clash.
Tras casi un año de producción, se lanzó The Eternal Idol el 8 de diciembre de 1987, siendo ignorado por los críticos del momento. Las reseñas aparecidas posteriormente en las páginas especializadas de internet son tanto positivas como negativas. Allmusic dijo que «la poderosa voz de Martin añadía fuego nuevo» a la banda y que el álbum contenía «algunos de los riffs más duros de Iommi en años». Blender le concedió al álbum dos estrellas, diciendo que el álbum era «Black Sabbath sólo de nombre». El álbum llegó al número 66 en el Reino Unido y al 168 en Estados Unidos. La banda hizo gira de promoción de The Eternal Idol en Alemania, Italia y, por primera vez, Grecia. Desafortunadamente, en parte debido la reacción de los promotores respecto al incidente de Sudáfrica, se cancelaron otros conciertos por Europa. El bajista Dave Spitz abandonó la banda poco antes de la gira, siendo sustituido por Jo Burt, antiguo miembro de Virginia Wolf.[cita requerida]
Debido al fracaso comercial de Eternal Idol, Vertigo Records y Warner Bros Records terminaron contrato con Black Sabbath, lo que obligó a la banda a firmar con I.R.S. Records. La banda se tomó un descanso hasta 1988, volviendo en agosto para trabajar en su siguiente álbum. Debido a los problemas de producción de Eternal Idol, Tony Iommi optó por producir el álbum él mismo. «Era un comienzo completamente nuevo», Iommi dijo. «Tenía que repensarlo todo, y decidí que necesitábamos reconstruir nuestra credibilidad un poco». Iommi reclutó al batería Cozy Powell (ex Rainbow), al teclista Nicholls y al bajista de sesión Laurence Cottle, y alquiló un «estudio muy barato de Inglaterra».
En abril de 1989 Black Sabbath lanzó Headless Cross, nuevamente ignorado por los críticos de la época. Finalmente, Allmusic concedió cuatro estrellas de cinco al álbum, llamándolo «el álbum mejor de Black Sabbath sin Ozzy ni Dio». El álbum llegó al puesto número treinta y uno de la lista de álbumes británica y el sencillo extraído del mismo, «Headless Cross», se posicionó en el puesto número sesenta y dos de la lista de sencillos. En Estados Unidos llegó al puesto número 115 de la lista del Billboard. El guitarrista de Queen, Brian May, amigo de Iommi, interpretó como artista invitado un solo en el tema «When Death Calls». Después del lanzamiento del álbum, Neil Murray, el exbajista de Whitesnake, se unió a la banda para la gira. La malograda gira estadounidense de Headless Cross comenzó en mayo de 1989 con Kingdom Come y Silent Rage como teloneros, pero, debido a la escasa venta de entradas, fue cancelada tras solo ocho conciertos. La gira europea comenzó en septiembre, en un momento en que la banda estaba disfrutando con éxitos en las listas. Después de una serie de conciertos en Japón, la banda se embarcó en una gira de 23 conciertos por Rusia con Girlschool. Black Sabbath fue una de las primeras bandas en hacer gira por este país, después de que Mijaíl Gorbachov abriera las fronteras del país para actuaciones de artistas occidentales por primera vez en 1989.
La banda volvió al estudio en febrero de 1990 para grabar Tyr, la continuación de Headless Cross. Aunque técnicamente no es un álbum conceptual, algunos de los temas de las letras están basadas, en términos generales, en la mitología nórdica. Tyr fue lanzado el 6 de agosto de 1990, llegando al puesto número 24 en la lista de álbumes británica, aunque fue el primer álbum de Black Sabbath que no entró en el Billboard 200 de Estados Unidos. Nuevamente el álbum recibió reseñas contradictorias en la era de las reseñas en Internet: Allmusic dijo que la banda «mezcla mitología y metal en un aplastante despliegue de síntesis musical», mientras que Blender le concedió al álbum una sola estrella, justificándose diciendo que «Iommi continúa mancillando el nombre de Sabbath con esta mediocre colección». La banda comenzó una gira de Tyr con Circus of Power en Europa, aunque los siete últimos conciertos en el Reino Unido se suspendieron, de nuevo por la pobre venta de entradas. Por primera vez en su carrera, la banda no hizo gira por Estados Unidos.

### Dehumanizer(1990-1993)
Durante la gira en solitario del exvocalista de Black Sabbath Ronnie James Dio para promocionar el álbum Lock up the Wolves, el antiguo bajista de Black Sabbath Geezer Butler se le unió en el Minneapolis Forum para interpretar la canción «Neon Knights». Después del concierto, ambos expresaron su interés en reunir a los Sabbath. Butler convenció a Iommi, quien en respuesta rompió la formación de la banda, echando al cantante Tony Martin y al bajista Neil Murray. «Me arrepiento por muchos motivos», dijo Iommi. «Estábamos en un buen momento. Decidimos reunirnos con Dio y no sé ni por qué, de veras. Estaba el aspecto financiero, pero eso no era todo. Pensé que igual podíamos recapturar algo de lo que habíamos sido».
Ronnie James Dio y Geezer Butler se reunieron con Tony Iommi y Cozy Powell a finales de 1990 para comenzar a trabajar en el próximo lanzamiento de Black Sabbath. Mientras ensayaban en noviembre, Powell se rompió la cadera cuando su caballo murió, cayéndole encima de las piernas. Incapaz de terminar la grabación del álbum, Powell fue sustituido por Vinny Appice, con el que la banda entró en el estudio junto al productor Reinhold Mack. El año que duró el proceso de grabación estuvo repleto de problemas, mayormente por la tensión entre Tony Iommi y Ronnie James Dio debido a las letras de las canciones, algunas de ellas siendo reescritas muchas veces. «Dehumanizer costó mucho tiempo, fue un trabajo duro», dijo Iommi. «Nos llevó demasiado tiempo, ese álbum nos costó un millón de dólares, que es absolutamente ridículo». Dio luego dijo que la elaboración del álbum fue difícil, pero que mereció el esfuerzo. «Era algo que nos tuvimos que exprimir desde dentro, pero creo que por eso funciona», dijo. «A veces necesitas ese tipo de tensión; si no, acabas haciendo un álbum de Navidad».
El álbum resultante, Dehumanizer, se lanzó el 22 de junio de 1992. En Estados Unidos, el álbum se publicó el 30 de junio de 1992 a través de Reprise Records, ya que Ronnie James Dio y su banda homónima todavía tenían contrato con esa discográfica. Aunque el álbum recibió reseñas de distinta índole, tuvo el mayor éxito comercial de la banda de los últimos diez años. En cierta medida gracias al sencillo «TV Crimes», el álbum llegó al puesto número 44 de la lista Billboard 200. En el álbum también se puede encontrar la canción «Time Machine», de la cual aparece una versión regrabada en la película de 1992 Wayne's World.
Black Sabbath comenzó la gira de Dehumanizer en julio de 1992 junto a Testament, Danzig, Prong y Exodus. Mientras estaban de gira, Ozzy Osbourne, el antiguo vocalista de la banda, anunció su primer retiro, por lo que invitó a Black Sabbath para que abriesen los últimos dos conciertos de gira No More Tours en Costa Mesa, California. La banda aceptó sin contar con la opinión del vocalista Ronnie James Dio, que dijo:

Me dijeron a mitad de la gira que abriríamos dos conciertos de Ozzy en Los Ángeles. Y dije: «No. Lo siento, tengo más orgullo que eso». Se estaban diciendo muchas cosas malas desde ambos lados, creando un horrible cisma. Así que el aceptar [la banda] tocar en esos conciertos de L.A. con Ozzy, eso, para mí, significaba una reunión. Y eso, obviamente, suponía la maldición de ese proyecto en particular.

Dio abandonó Black Sabbath después del concierto de Oakland (California) del 13 de noviembre de 1992, la noche antes del concierto que la banda tenía previsto realizar por la jubilación de Ozzy. En el último momento el vocalista de Judas Priest, Rob Halford, intervino, actuando dos noches con la banda. Durante la segunda noche, el 15 de noviembre, Iommi y Butler también se unieron a Osbourne y a Bill Ward, el exbatería de la banda, en el escenario por primera vez desde el concierto de Live Aid de 1985, para tocar unas cuantas canciones del repertorio de Black Sabbath. Los cuatro miembros originales interpretaron los temas «Black Sabbath», «Fairies Wear Boots», «Iron Man» y «Paranoid» como cierre del concierto que se suponía de despedida de Ozzy Osbourne. Tres días más tarde Black Sabbath eran incluidos en el Paseo de la Fama del Rock de Los Ángeles, ceremonia a la que acudieron Iommi, Osbourne, Butler y Ward.

### Cross PurposesyForbidden(1993-1996)
El batería Vinny Appice abandonó la banda después de los conciertos de reunión para unirse a la banda de Ronnie James Dio, con la que grabó los álbumes Strange Highways y Angry Machines. Iommi y Butler reclutaron al batería de Rainbow, Bobby Rondinelli, y recuperaron al cantante Tony Martin. La banda volvió al estudio para comenzar a trabajar en su nuevo material, nuevamente sin la idea de lanzarlo con el nombre de Black Sabbath. Como explicó Geezer Butler:

Ni siquiera se suponía que fuese un álbum de Sabbath; no lo habría hecho bajo la pretensión de que era Sabbath. Era la época en que los miembros de la banda original estábamos hablando de una gira de reunión. Tony y yo entramos (en el estudio) con un par de personas más, hicimos un álbum por hacerlo, mientras la gira de reunión (supuestamente) seguía. Era como un álbum del proyecto Iommi/Butler.

Bajo la presión de la discográfica, la banda lanzó su decimoséptimo álbum de estudio, Cross Purposes, el 8 de febrero de 1994, usando el nombre de Black Sabbath. Nuevamente el álbum recibió críticas diversas. Blender le concedió al álbum dos estrellas, diciendo además que el álbum de Soundgarden de 1994, Superunknown, era «un mucho mejor álbum de Sabbath que esta chapuza». Bradley Torreano, de Allmusic, dijo que Cross Purposes era «el primer álbum desde Born Again que suena como un verdadero álbum de Sabbath». El álbum casi entró en los Top 40 del Reino Unido, llegando al puesto número 41, además de llegar al puesto número 122 del Billboard 200 de Estados Unidos. Cross Purposes contiene la canción «Evil Eye», coescrita con el guitarrista de Van Halen, Eddie Van Halen, aunque no aparece en los créditos por restricciones impuestas por su discográfica. La gira de Cross Purposes comenzó en febrero con Morbid Angel y Motörhead en los Estados Unidos. La banda filmó una actuación en vivo en el Hammersmith Apollo el 13 de abril de 1994, que se lanzó en formato VHS acompañada de un CD, llamado Cross Purposes Live. Después de la gira europea con Cathedral y Godspeed en junio de 1994, el batería Bobby Rondinelli dejó la banda, siendo sustituido por el batería original de Black Sabbath, Bill Ward, para cinco conciertos por Sudamérica.[cita requerida] (en Chile participa en el Monster of Rock en la antigua estación de trenes "Mapocho", junto a Kiss , Slayer y la banda local Tumulto.)
Después de la gira de Cross Purposes, el bajista Geezer Butler abandonó de nuevo la banda. «Finalmente me desilusioné totalmente con el último álbum de Sabbath, y prefería mucho más las cosas que yo estaba componiendo que lo que hacía Sabbath». Butler comenzó un proyecto en solitario llamado GZR, lanzando en 1995 el álbum Plastic Planet. Contenía la canción «Giving Up the Ghost», en la cual criticaba a Tony Iommi por seguir con el nombre de Black Sabbath, con letras tales como: You plagiarized and parodied / the magic of our meaning / a legend in your own mind / left all your friends behind / you can't admit that you're wrong / the spirit is dead and gone («Plagiaste y parodiaste / la magia de nuestro significado / una leyenda en tu propia mente / dejaste a todos tus amigos atrás / no puedes admitir que estás equivocado / el espíritu está muerto y se ha ido»).
Después de la marcha de Butler, el recién retornado Bill Ward volvió a dejar la banda. Iommi readmitió al bajista Neil Murray y al batería Cozy Powell, volviendo a la formación de Tyr. La banda reclutó al guitarrista de Body Count, Ernie C, para producir el nuevo álbum, que fue grabado en Londres a finales de 1994. Además, el álbum contiene la aparición del vocalista de Body Count, Ice T, en la canción «Illusion of Power». El resultante Forbidden se lanzó el 8 de junio de 1995, sin llegar a entrar en listas estadounidenses. El álbum recibió críticas muy duras; Bradley Torreano de Allmusic dijo: «Con canciones aburridas, pésima producción, y actuaciones sin ninguna inspiración, esto [el álbum] es fácilmente evitable para todos excepto el seguidor más entusiasta»; mientras que la revista Blender denominó Forbidden como «una vergüenza... el peor álbum de la banda».
Black Sabbath se embarcó en una gira mundial en julio de 1995 con Motörhead y Tiamat como teloneros, pero, a los dos meses de comenzar, el batería Cozy Powell abandonó, aduciendo problemas de salud, fue sustituido por Bobby Rondinelli. Después de los conciertos en Asia en diciembre de 1995, Tony Iommi puso la banda en descanso y comenzó a trabajar en un álbum en solitario con Glenn Hughes, el exvocalista Black Sabbath, y Dave Holland, el exbatería de Judas Priest. El álbum no se lanzó oficialmente tras su grabación, aunque apareció un bootleg llamado Eighth Star poco después. El álbum se lanzó oficialmente en 2004 bajo el título de The 1996 DEP Sessions, con las partes de batería de Holland regrabadas por el músico de sesión Jimmy Copley.
En 1997, Tony Iommi disolvió la banda para reunir oficialmente a Ozzy Osbourne y la formación original de Black Sabbath. El vocalista Tony Martin dijo que la reunión de la banda original se había estado tramando desde la corta reunión con Ozzy Osbourne en el concierto de Costa Mesa de 1992, y que la banda lanzó sus siguientes álbumes para completar el contrato que tenían con I.R.S. Martin luego dijo que Forbidden fue «un álbum de relleno que consiguió sacar a la banda de la discográfica, librarse del cantante y poder seguir adelante con la reunión. Sin embargo, yo no estaba al corriente de esa información en ese momento». I.R.S. Records lanzó un álbum recopilatorio en 1996 para terminar el contrato con la banda, llamado The Sabbath Stones, con canciones desde Born Again a Forbidden.

### Reunión y vuelta de Osbourne (1997-2006)

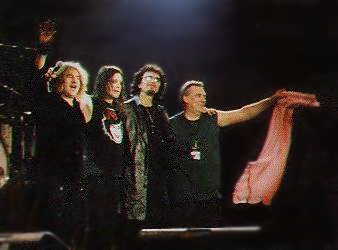
Black Sabbath (formación original) en una actuación de 1999 en Stuttgart. De izquierda a derecha: Geezer Butler, Ozzy Osbourne, Tony Iommi y Bill Ward.

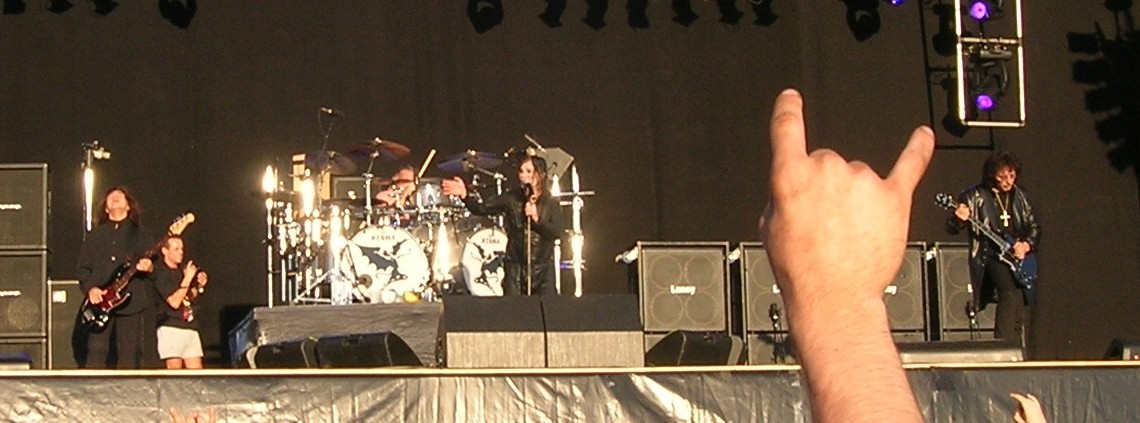
Black Sabbath en concierto en 2005.

En el verano de 1997, Tony Iommi, Geezer Butler y Ozzy Osbourne se reunieron de forma oficial para encabezar, junto a la banda de Ozzy, el Ozzfest. La formación incluía al batería de la banda de Ozzy, Mike Bordin, supliendo a Bill Ward, que no podía participar debido a unos compromisos con su proyecto en solitario, The Bill Ward Band. En diciembre de 1997, Ward se unió a la banda, marcando así la primera reunión de los cuatro miembros originales desde el «concierto de despedida» de Ozzy en 1992. La formación original grabó dos conciertos en el Birmingham NEC, que serían lanzados bajo el título Reunion el 20 de octubre de 1998. Reunion llegó al puesto número once del Billboard 200, y fue certificado platino por la RIAA en Estados Unidos. Del álbum se extrajo el sencillo «Iron Man», por el cual Black Sabbath recibió su primer premio Grammy en 2000 en la categoría de mejor actuación de metal, treinta años después del lanzamiento original de la canción. Reunion también contiene dos nuevas canciones, «Psycho Man» y «Selling My Soul», colándose ambos en el Top 20 de la lista Mainstream Rock Tracks del Billboard.
Poco antes del comienzo de la gira europea del verano de 1998, el batería Bill Ward sufrió un ataque al corazón, siendo temporalmente reemplazado por el batería Vinny Appice. Ward
volvió para la gira de Estados Unidos con Pantera como teloneros, que dio comienzo en enero de 1999 y siguió hasta después del verano, encabezando el Ozzfest. En 1999 se lanzó el DVD The Last Supper, conteniendo los mejores momentos de la banda en los conciertos de reunión en Estados Unidos. Después de los conciertos del Ozzfest, la banda detuvo su actividad mientras cada uno de los miembros trabajaba en sus proyectos en solitario. Tony Iommi lanzó su primer álbum en solitario, Iommi, en 2000, mientras que Osbourne lanzó Down to Earth.
Los cuatro miembros originales de Black Sabbath volvieron al estudio para trabajar en material nuevo con el productor Rick Rubin en la primavera de 2001, pero las sesiones de grabación se pararon cuando llamaron a Osbourne para terminar su álbum en solitario en el verano de 2001. «Simplemente llegó a un alto», dijo Iommi. «No seguimos y es una lástima porque las canciones eran realmente buenas». Iommi comentó la dificultad de reunir a todos los miembros de la banda para trabajar:

Es bastante diferente grabar ahora. Todos hemos hecho mucho entre medias. En la primera época no había móviles sonando cada cinco minutos. Cuando empezamos, no teníamos nada. Todos trabajábamos por lo mismo. Ahora, todos hemos hecho muchas otras cosas. Es divertido y tenemos buenas charlas, pero simplemente es diferente intentar hacer un álbum juntos.

En marzo de 2002, «The Osbournes», el reality show de Ozzy Osbourne, ganador de un Emmy, debutó en la MTV, convirtiéndose rápidamente en un éxito mundial. La serie expuso a Osbourne a una audiencia más amplia, cosa que aprovechó Sanctuary Records para lanzar el doble álbum Past Lives, que contiene material grabado en los años 1970, incluyendo el anteriormente álbum no oficial Live at Last. La banda permaneció inactiva hasta el verano de 2004, cuando volvieron a ser cabeza de cartel del Ozzfest 2004 y 2005. En noviembre de 2005, Black Sabbath entró en el UK Music Hall of Fame, y en marzo de 2006, después de once años de disponibilidad, la banda accedió al Rock and Roll Hall of Fame de Estados Unidos. Metallica tocó dos canciones de Black Sabbath en la ceremonia del evento, «Hole in the Sky» e «Iron Man», en homenaje a la banda.

### Álbumes recopilatorios y diferencias internas (2007-2009)

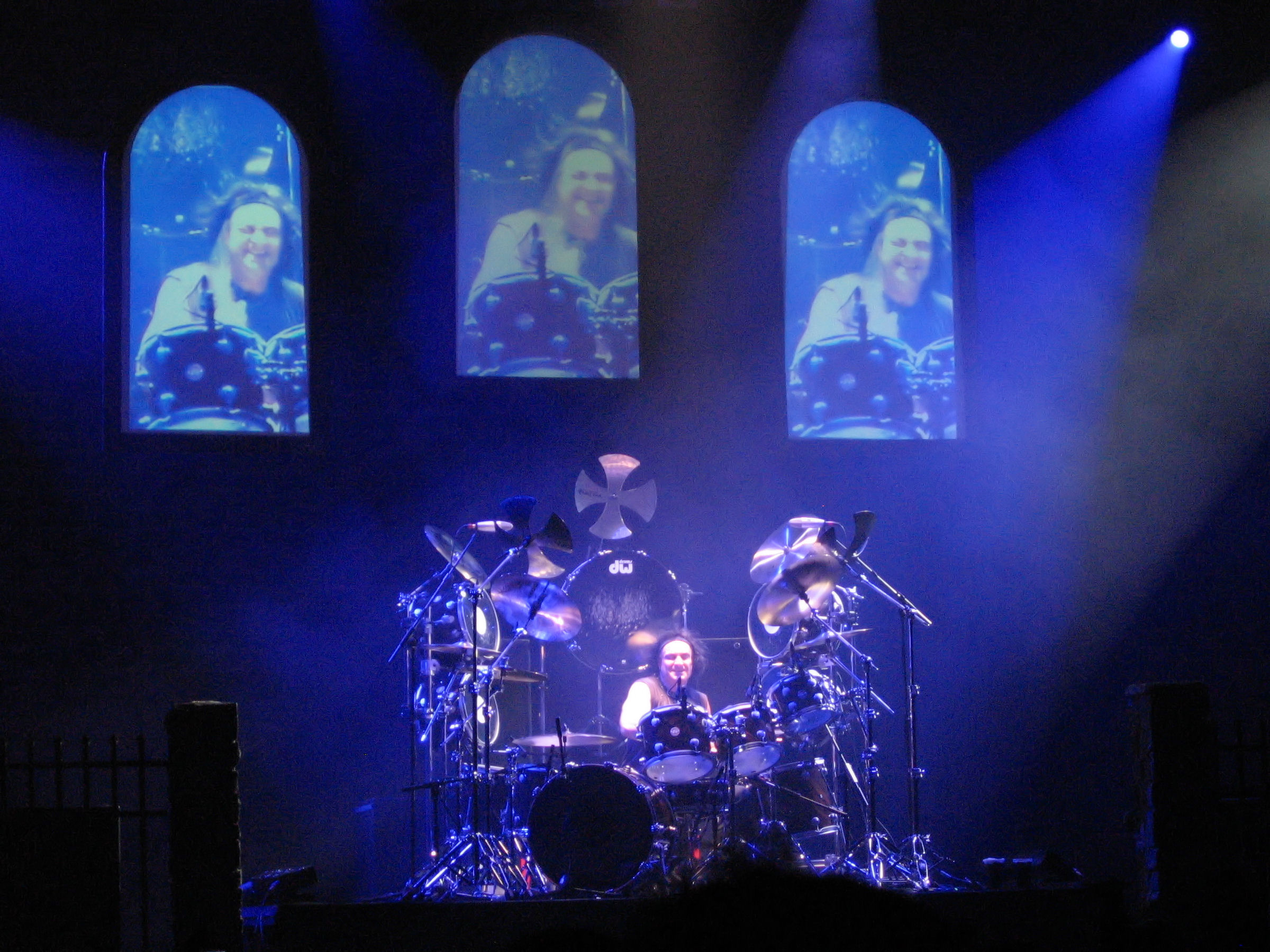
Vinny Appice tocando con Heaven and Hell en Katowice en 2007.

Mientras Ozzy Osbourne trabajaba en su carrera en solitario en 2006, Rhino Records lanzó The Dio Years, una compilación de canciones de los cuatro álbumes de Black Sabbath en los que participó Ronnie James Dio. Para el lanzamiento, Iommi, Butler, Dio y Appice se juntaron para componer y grabar tres nuevas canciones. The Dio Years se lanzó el 3 de abril de 2007, llegando al puesto número 54 de la lista Billboard 200, mientras que el sencillo «The Devil Cried» llegó al puesto 37 en la lista Mainstream Rock Tracks. Contentos con estos resultados, Iommi y Dio decidieron reunir a los miembros de la época de Heaven and Hell para una gira mundial. Mientras que la formación de Osbourne, Butler, Iommi y Ward siguió llamándose oficialmente Black Sabbath, esta nueva formación optó por llamarse Heaven and Hell, igual que el álbum, para evitar confusiones. Inicialmente, Bill Ward iba a participar en el proyecto, pero se desvinculó de la banda antes de comenzar la gira, siendo reemplazado por el batería Vinny Appice. Así, la formación de la banda sería la misma que en los álbumes Mob Rules y Dehumanizer.
Heaven and Hell giró por Estados Unidos con Megadeth y Machine Head como teloneros, además de grabar un álbum en directo y un DVD en Nueva York el 30 de marzo de 2007, llamado Live from Radio City Music Hall. En noviembre de 2007, Dio confirmó que la banda tenía planes para grabar un álbum de estudio, que fue grabado al año siguiente. En abril de 2008 la banda anunció el lanzamiento de una caja recopilatoria, además de su participación en el Metal Masters Tour, junto a Judas Priest, Motörhead y Testament. La caja, The Rules of Hell, que contiene versiones remasterizadas de todos los álbumes de Black Sabbath en los que participó Dio, fue respaldada por la gira The Metal Masters Tour. En 2009, Heaven and Hell anunció el nombre de su álbum debut, The Devil You Know, lanzado el 28 de abril. El 16 de mayo de 2010, Wendy Dio, esposa y representante de Ronnie James Dio, anunció la muerte de su marido debido a un cáncer de estómago.
El 26 de mayo de 2009, Osbourne interpuso una demanda legal en una corte federal de Nueva York contra Iommi alegando que reclamó de forma ilegal el nombre de la banda. Iommi alegaba que era el único miembro que se había mantenido a lo largo de los cuarenta años de vida de la banda, y que los otros miembros renunciaron a sus derechos por el nombre en los años 1980, de ahí que haya pedido más derechos que el resto sobre el nombre de la banda. Aun así, en el pleito, Osbourne busca conseguir el cincuenta por ciento de la marca comercial; ha dicho que espera que estas acciones lleven a que se reparta de forma equivalente entre los cuatro miembros de la banda. En junio de 2010, la batalla legal entre Ozzy Osbourne y Tony Iommi sobre los derechos sobre el Black Sabbath terminó, aunque aún no se conoce la resolución judicial.

### Reunión y13(2010-2013)

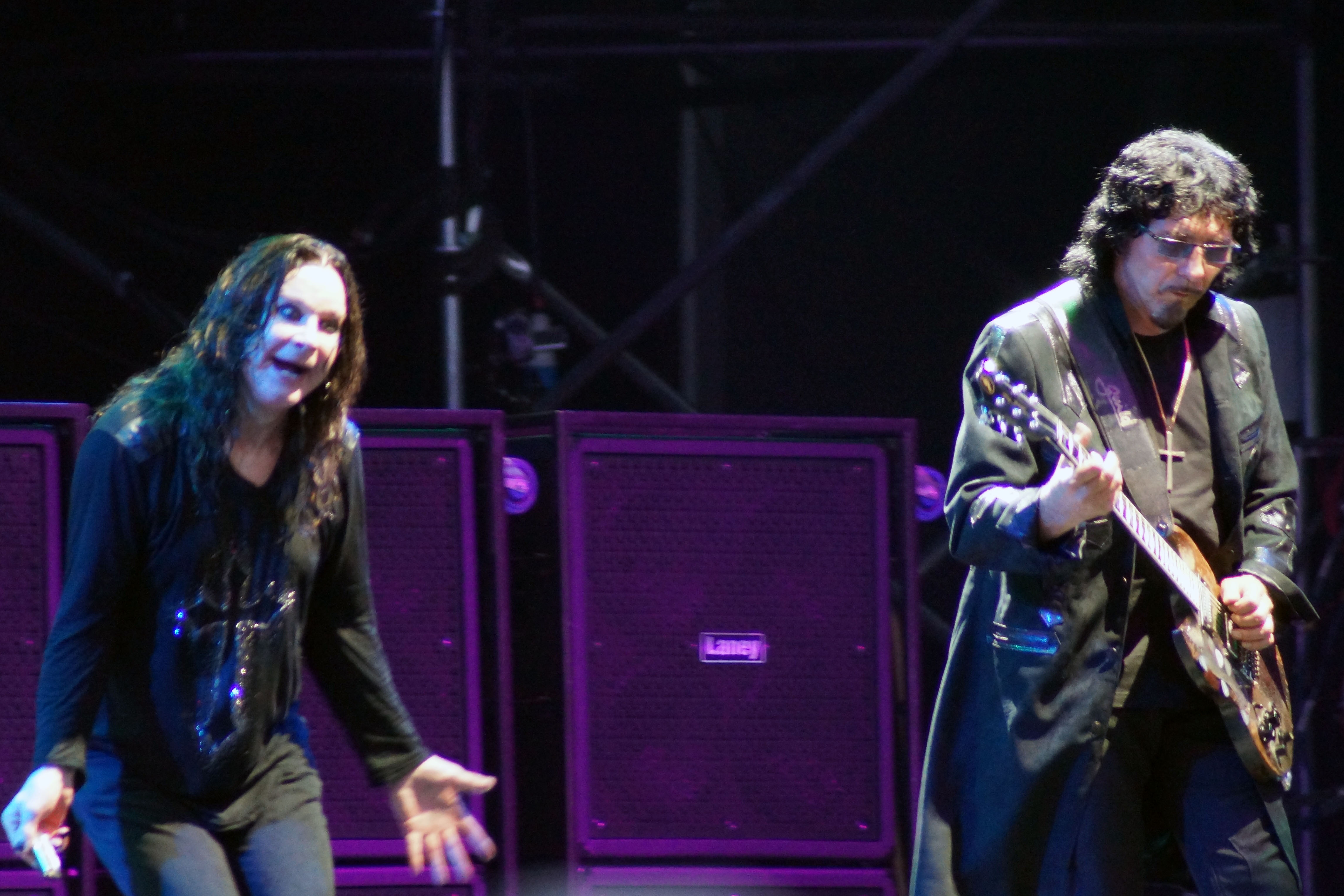
Black Sabbath en Lollapalooza 2012.

En una entrevista en enero de 2010 durante la promoción de su biografía I Am Ozzy, Osbourne afirmó que no creía que volviese a haber una reunión con todos los miembros originales de la banda. Dijo: "No voy a decir que lo dé por imposible, pero ahora mismo no creo que ocurra. ¿Pero quién sabe lo que me depara el futuro? Si es mi destino, pues bien". Según Geezer Butler, no sería posible una reunión de Black Sabbath con Ozzy en 2011, ya que Osbourne estaría de gira con su banda en solitario.
Black Sabbath organizó una ceremonia en el Whisky a Go Go, Hollywood, California, el 11 de noviembre de 2011, que se popularizó con una campaña de expectativa que mostraba el clásico logo de Black Sabbath proveniente del álbum Master of Reality y un 11.11.11, para realizar un comunicado oficial. La ceremonia fue presentada por el exmiembro de Black Flag, Henry Rollins, junto a los cuatro miembros originales de Black Sabbath. En el evento, Black Sabbath anunció oficialmente su vuelta. Confirmaron su actuación en el Download Festival 2012 y un disco con material nuevo producido con Rick Rubin para finales de 2012. El 18 de noviembre anunciaron una serie de conciertos por Europa entre mayo y junio de 2012. El 9 de enero de 2012 se anunció oficialmente que Tony Iommi había sido diagnosticado con linfoma.
El 2 de febrero de 2012, Bill Ward anunció que no participaría en la reunión de Black Sabbath a menos que le diesen un "contrato". Al día siguiente el resto de los integrantes anunciaron que no tenía más remedio que seguir sin él, aunque dijeron que "tenía las puertas abiertas". Poco después anunciaron que la gira se había cancelado y que solo tocarían en el Download Festival, debido al estado de salud de Tony. En lugar de Black Sabbath, la gira sería de Ozzy con músicos invitados: "Ozzy and Friends". En abril Perry Farrell, confirmó que el único concierto de Sabbath en Estados Unidos sería en el festival Lollapalooza.
El 19 de mayo de 2012, Butler, Iommi y Osbourne hicieron un concierto juntos por primera vez desde 2005 en el O2 Academy de Birmingham, Inglaterra Este concierto en su ciudad natal les sirvió de precalentamiento para sus posteriores conciertos programados en Download Festival y Lollapalooza Festival y las entradas se vendieron en cuestión de minutos después de su puesta a la venta un par de semanas antes. Para el concierto Tommy Clufetos completó la alineación de la banda, en sustitución de Bill Ward. Tocaron una hora y cincuenta minutos, incluyendo en su setlist clásicos rara vez interpretados en directo desde hacía años.
El 2 de junio de 2012, Osbourne comentó en una entrevista para NME que Black Sabbath tenía compuestas unas quince canciones. El 10 de junio cerraron el Download Festival en Leicestershire, tocando muchos de sus clásicos y cerrando la noche con "Paranoid".
Finalmente, en junio de 2013 salió a la venta el decimonoveno álbum de estudio de la banda, llamado 13, grabado entre agosto de 2012 y enero de 2013 en Shangri La Studios, Malibú, California, y Tone Hall, Warwickshire, Reino Unido. El disco fue publicado por la discográfica Vertigo y la producción corrió a cargo de Rick Rubin. Brad Wilk de Rage Against the Machine se encargó de sustituir a Bill Ward a la batería. La versión estándar del disco consta de ocho canciones, mientras que la versión deluxe consta de tres pistas adicionales.
El primer sencillo de 13 se titula "God Is Dead?" y se lanzó el 19 de abril de 2013. El 20 de abril de 2013, Black Sabbath comenzó su primera gira por Australia y Nueva Zelanda en más de cuarenta años, y seguirá con una amplia gira por Estados Unidos entre julio y agosto. Black Sabbath llega por primera vez a México y en noviembre llega también por primera vez a Costa Rica promocionando "13". El segundo sencillo del disco es "End of the Beginning", que debutó en el episodio del 15 de mayo de CSI: Crime Scene Investigation, en el cual aparecen los tres miembros de la banda. Se lanzó un tercer sencillo para el álbum, titulado "Loner".
En junio de 2013, 13 llegó a lo más alto de las listas UK Albums Chart y Billboard 200.

### Gira de despedida y disolución (2014-2017)
El 29 de septiembre de 2014, el vocalista Ozzy Osbourne dijo en Metal Hammer que Black Sabbath empezaría a trabajar en su álbum de estudio número veinte en 2015 con el productor Rick Rubin, seguido por una última gira en el año 2016. En una entrevista en abril de 2015, sin embargo, Osbourne dijo que esos planes "podrían cambiar", y añadió: "Todos vivimos en distintos países, y algunos queremos trabajar y otros no, es lo que creo. Pero haremos otra gira juntos."
El 3 de septiembre de 2015 se anunció que Black Sabbath se embarcaría en una última gira, titulada The End Tour, de enero a julio de 2016. Algunas fechas en Estados Unidos, Canadá, Europa, Australia y Nueva Zelanda fueron presentadas. Durante 2016 se programaron más fechas para Norteamérica, Sudamérica y Europa, las cuales se desarrollaron entre noviembre de 2016 y febrero de 2017.
El 26 de octubre de 2015 se anunció que la banda, incluyendo a Osbourne, Iommi y Butler en su formación, estaría regresando al Download Festival el 11 de junio de 2016. Un CD de ocho canciones titulado The End sería vendido en algunas fechas de la gira. Junto a algunas canciones en vivo, el CD incluía cuatro canciones no publicadas en el álbum 13. El último concierto de la gira se realizó en su ciudad natal, Birmingham, el 4 de febrero de 2017.
El grupo anunció en marzo de 2017, su disolución cerrando su longeva carrera de más de 49 años. En 2018, Osbourne y Iommi mostraron interés en reunir a la banda para algún que otro evento. En 2019, Ward publicó en Twitter que estaba dispuesto a reunirse con Black Sabbath para algunos conciertos, al igual que Iommi, quien se ha mostrado abierto a juntar al grupo para conciertos puntuales y a seguir tocando, aunque sin realizar grandes giras.

### Post-disolución y fallecimiento de Osbourne (2019-2025)
El 30 de septiembre de 2020, Black Sabbath anunció una nueva colección de zapatos Dr. Martens. La asociación con la empresa británica de calzado celebró los 50 aniversarios de los álbumes "Black Sabbath" y "Paranoid" de la banda, con las botas que representan obras de arte del primero. El 13 de enero de 2021, la banda anunció que reeditarían "Heaven & Hell" y "Mob Rules" como ediciones de lujo ampliadas el 5 de marzo de 2021, con material inédito incluido.
El 5 de julio de 2025 tuvo lugar el último concierto de Black Sabbath, el cual se realizó en un evento que llevó el nombre de "Back To The Beginning", en el Estadio Villa Park de su ciudad natal, Birmingham (Reino Unido). Participaron la formación original, la que conforman Ozzy Osbourne, Tony Iommi, Geezer Butler y Bill Ward. Contó con colaboraciones de múltiples músicos, entre ellos Tom Morello, Duff McKagan y Slash (Guns Nʼ Roses), Frank Bello (Anthrax), Fred Durst (Limp Bizkit), Jake E Lee, Jonathan Davis (Korn), KK Downing, Billy Corgan (The Smashing Pumpkins), David Draiman (Disturbed), Lzzy Hale (Halestorm), Mike Bordin (Faith No More), Rudy Sarzo, Sammy Hagar, Scott Ian (Anthrax), Sleep Token ii (Sleep Token), Papa V Perpetua (Ghost), Chad Smith (Red Hot Chili Peppers) y Zakk Wylde.  Un memorable concierto abarrotado de nueve horas, seguido además por más de dos millones de personas en una versión de pago por streaming. Todos los beneficios del concierto y de su retransmisión en streaming fueron para organizaciones benéficas.
El 22 de julio de 2025, diecisiete días después del último show final de la banda, Osbourne falleció a la edad de 76 años.

## Estilo musical
Aunque Black Sabbath ha sufrido muchos cambios en su formación y en su sonido, su estilo original se enfocaba en letras siniestras y música lúgubre, utilizando con frecuencia el tritono, también conocido como «el intervalo del Diablo». En directo contraste con la música popular de principios de los años 1970, el sonido oscuro de Black Sabbath fue rechazado por los críticos de rock de la época. Como muchos de sus contemporáneos del heavy metal, la banda prácticamente no recibió radiodifusión en las emisoras de rock.
Mientras que Tony Iommi componía la gran mayoría de la música de Black Sabbath, Osbourne escribía las melodías vocales y el bajista Geezer Butler escribía las letras. El proceso a menudo se tornaba frustrante para Iommi, que se sentía presionado para componer material nuevo. «Si yo no salía con nada nuevo, nadie hacía nada». Sobre la influencia de Iommi, Osbourne dijo después:

Black Sabbath no escribía canciones estructuradas. Había una larga intro que se convertía en una pieza de jazz, para después volverse totalmente folky... y funcionaba. Tony Iommi —y yo he dicho esto millones de veces— debería estar entre los grandes. Puede coger una guitarra, tocar un riff, y tú dices, «tiene que acabar aquí, no podrá superar eso». Después vuelves, y te apuesto un billón de dólares que tendría un riff que te haría alucinar.

El estilo musical de Black Sabbath es a menudo pasado por alto, pero sus largas improvisaciones y su originalidad y fluidez les hacen tener grandes similitudes con las bandas de rock progresivo de la época, como Jethro Tull o Yes. Black Sabbath eran capaces de tocar mezclando el jazz y el blues con su potente heavy metal. Sin embargo, al propio grupo nunca le gustó que les etiquetaran como heavy metal. Tony Iommi, en una entrevista de 2018 para la BBC, señaló que lo que hacía Black Sabbath era más bien rock pesado o heavy rock; por su parte, Geezer Butler confesó que, a pesar del disgusto inicial, finalmente se acostumbraron a que los encasillaran como heavy metal: «Para otras personas, puede que se haya sentido como un nuevo género de música. Pero para nosotros se sintió como una extensión de las bandas que nos gustaban, como Jimi Hendrix, Cream y Robert Johnson. Simplemente hicimos canciones para nosotros mismos. No pensamos que 'esto es rock' o 'esto es metal' ni nada por el estilo. Para nosotros era solo música», afirmó.
Los primeros álbumes de Black Sabbath tenían guitarras con tonalidad baja, lo que contribuía a la sensación de oscuridad de la música. Antes de formarse Black Sabbath, en 1966, el guitarrista Tony Iommi había sufrido un accidente en una fábrica metalúrgica, en el que perdió la punta de dos de sus dedos de la mano derecha. Como consecuencia, Iommi casi dejó la música, pero un amigo le convenció de que escuchara a Django Reinhardt, un guitarrista de jazz que solo usaba dos dedos. Inspirado por Reinhardt, Iommi creó dos dedales de plástico y cuero para sustituir la punta de los dedos que le faltaban. El guitarrista comenzó a usar cuerdas más finas, además de bajarle la tonalidad a la afinación de la guitarra, para mejorar el agarre de las cuerdas con sus prótesis, cosa que hizo que, sin querer, la música sonara más oscura. En los inicios de la banda, Iommi probó distintos tipos de afinación para la guitarra, como la afinación a tres semitonos descendentes o en do, antes de adoptar la afinación a un semitono descendente o Mi bemol.

### Influencia
Las influencias de Black Sabbath en sus comienzos fueron bandas como Blue Cheer, Vanilla Fudge, Cream, Fleetwood Mac, John Mayall's Bluesbreakers, The Beatles y Jethro Tull. Bill Ward creció escuchando a Count Basie, Geezer Butler era seguidor de Frank Zappa, Iommi encontraba inspiración en el jazz del guitarrista Django Reinhardt, mientras que Osbourne era un apasionado del soul en general y de Sam and Dave en particular.
La influencia de Black Sabbath en el rock y el heavy metal prácticamente carece de paralelos; son innumerables las bandas que les citan como sumamente influyentes, incluyendo a Queen, Van Halen, Metallica, Slayer, Venom, Exodus, Judas Priest, Iron Maiden, Anthrax, Iced Earth, Mastodon, Opeth, Pantera, Megadeth, Black Flag, The Smashing Pumpkins, Slipknot, Tenacious D, Bathory, Celtic Frost, Foo Fighters, Fear Factory, Biohazard, Disturbed, Candlemass, Godsmack, Tool, Godflesh, Arctic Monkeys, entre otros muchos.[¿quién?]
Los miembros de Metallica Lars Ulrich y James Hetfield hicieron de maestros de ceremonia para admitir a Black Sabbath en el Rock and Roll Hall of Fame en 2006. Ulrich dijo: «Black Sabbath es y siempre será sinónimo de heavy metal», mientras que Hetfield añadió: «Sabbath me iniciaron en todo esa mierda del sonido maléfico ese, y lo he mantenido conmigo. Tony Iommi es el rey del riff heavy». El reconocido guitarrista de Guns N' Roses, Slash, dijo sobre Paranoid: «Hay algo en todo ese álbum que, cuando eres un muchacho y te enganchas, es como un mundo diferente. Te abre la mente a otras dimensiones... Paranoid es la experiencia de Sabbath total; muy indicativo de lo que significaban en aquella época. El estilo de tocar de Tony —sin importar si es en Paranoid o en Heaven and Hell— es muy distintivo». El guitarrista de Anthrax, Scott Ian, afirmó: «Siempre me hacen esta pregunta en cualquier entrevista que hago: "¿Cuáles son tus cinco álbumes de metal favoritos?" Siempre me lo pongo fácil y digo que los cinco primeros de Sabbath». El batería de Lamb of God, Chris Adler dijo: «Si cualquiera que toca heavy metal dice que no les influyó la música de Black Sabbath, pues creo que te están mintiendo. Creo que toda la música heavy, de alguna manera, está influida por lo que hizo Black Sabbath».
Black Sabbath son considerados a su vez, la semilla de un estilo lento, pesado y depresivo denominado doom metal por canciones como "Hand of Doom", "Electric Funeral" e "Iron Man", estilo que posteriormente bandas como Trouble, Saint Vitus o Candlemass entre otras consolidarían.[cita requerida]
Fuera de la música metal, son reconocidos como una importante influencia en el nacimiento de estilos como el horror punk, el grunge o el hardcore punk. Bandas como The Misfits, Black Flag o Nirvana han reconocido a la banda como una importante influencia.[cita requerida]

### Versiones
Se han lanzado dos álbumes tributo certificados oro, Nativity in Black Volume 1 & 2, con versiones interpretadas por Sepultura, Megadeth, White Zombie, Type O Negative, Faith No More, Machine Head, System of a Down y Monster Magnet, entre otros grupos.
Además, las canciones de Black Sabbath han sido versionadas por multitud de bandas como Metallica, Pantera, Mötley Crüe, Héroes del Silencio, Queens Of The Stone Age, Megadeth, Slayer, Chris Cornell, Faith No More, Overkill, Type O Negative, Sepultura, Anthrax, Guns N' Roses, Queensryche, Dream Theater, Godspeed, Cannibal Corpse, Silverchair, The Dickies y Avenged Sevenfold, entre otros.

## Miembros
Black Sabbath se formó con Ozzy Osbourne en voz, Tony Iommi en guitarra, Geezer Butler en bajo y Bill Ward en batería. Esta formación permaneció junta a lo largo de 11 años (1968-1979), con la excepción de un breve retiro de Osbourne en 1977, sustituido por Dave Walker.
Después del despido de Osbourne en 1979 fue sustituido por el excantante de Rainbow, Ronnie James Dio. Desde entonces la banda ha sufrido numerosas alineaciones con más de veinticinco antiguos miembros; incluyendo a Ian Gillan y Glenn Hughes (ambos exmiembros de Deep Purple), los bajistas Neil Murray y Dave Spitz y los baterías Cozy Powell y Eric Singer. Tony Iommi es el único miembro que ha permanecido en la banda desde su inicio en 1968.
- Tony Iommi - Guitarra (1968-2017, 2025)
- Geezer Butler - Bajo (1968-1985, 1991-1994, 1997-2017, 2025)
- Ozzy Osbourne † - Voz (1968-1977, 1978-1979, 1997-2017, 2025)
- Bill Ward - Batería (1968-1980, 1983, 1997-2012, 2025)

### Miembros anteriores
- Vinny Appice - Batería (1980-1982, 1991-1992, 1995-1996)
- Eric Singer - Batería (1985-1987)
- Terry Chimes - Batería (1987-1988)
- Cozy Powell † - Batería (1988-1990, 1994-1996)
- Bobby Rondinelli - Batería (1992-1994)
- Mike Bordin - Batería (1997)
- Dave Walker - Voz (1977-1978)
- Ronnie James Dio † - Voz (1979-1982, 1991-1992)
- Ian Gillan - Voz (1983-1984)
- David Donato - Voz (1984-1985)
- Jeff Fenholt † - Voz (1985)
- Glenn Hughes - Voz (1985-1986)
- Ray Gillen † - Voz (1986)
- Tony Martin - Voz (1987-1991, 1992-1997)
- Rob Halford - Voz (1992, 2004)
- Gordon Copley - Bajo (1985)
- Dave Spitz - Bajo (1985-1987)
- Bob Daisley - Bajo (1987)
- Jo Burt - Bajo (1987-1988)
- Laurence Cottle - Bajo (1988-1989)
- Neil Murray - Bajo (1989-1990, 1994-1996)

### Músicos de sesión/Tour
- Bev Bevan - Batería (1983-1984, 1987)
- Adam Wakeman – Teclado (2004-2017)
- Tommy Clufetos – Batería (2012-2017)

## Legado
Black Sabbath es considerada una de las bandas de heavy metal más influyentes de todos los tiempos. La banda ayudó a crear el género con lanzamientos tan innovadores como Paranoid, un álbum del que la revista Rolling Stone dijo que «cambió la música para siempre», llamando a la banda «los Beatles del heavy metal». Time Magazine dijo de Paranoid que fue «el lugar de nacimiento del heavy metal», incluyéndolo en su lista de los 100 mejores álbumes de todos los tiempos. MTV colocó a Black Sabbath en el primer puesto de su lista de las 10 mejores bandas del heavy metal, mientras que VH1 les puso en el puesto número dos de su lista de los 100 mejores artistas del hard rock. VH1 puso la canción «Iron Man» en el puesto número uno de su lista de las 40 mejores canciones de metal. William Ruhlmann, el crítico de Allmusic, dijo:

Black Sabbath ha tenido tanta influencia en el desarrollo de la música heavy metal como para ser una fuerza definitoria del género. El grupo tomó el sonido blues rock de bandas de finales de los años 1960 como Cream, Blue Cheer y Vanilla Fudge llevándolo a su conclusión lógica, ralentizando el tempo, acentuando el bajo y poniendo especial énfasis en desgarradores solos de guitarra y voces aulladoras llenas de letras que expresan angustias mentales y fantasías macabras. Mientras que sus predecesores claramente provenían de una tradición de blues eléctrico, Black Sabbath encaminó esa tradición en una nueva dirección, y al hacerlo ayudaba a dar a luz a un estilo musical que continuó atrayendo a millones de seguidores en las décadas siguientes.

## Discografía

### Álbumes de estudio
| Fecha de lanzamiento     | Título                 | Discográfica                     |
| 13 de febrero de 1970    | Black Sabbath          | Vertigo, Warner Bros.            |
| 18 de septiembre de 1970 | Paranoid               | Vertigo, Warner Bros.            |
| 21 de julio de 1971      | Master of Reality      | Vertigo, Warner Bros.            |
| 25 de septiembre de 1972 | Black Sabbath Vol. 4   | Vertigo, Warner Bros.            |
| 1 de diciembre de 1973   | Sabbath Bloody Sabbath | World Wide Artists, Warner Bros. |
| 28 de julio de 1975      | Sabotage               | Nems, Warner Bros.               |
| 25 de septiembre de 1976 | Technical Ecstasy      | Vertigo, Warner Bros.            |
| 28 de septiembre de 1978 | Never Say Die!         | Nems, Warner Bros.               |
| 25 de abril de 1980      | Heaven and Hell        | Nems, Warner Bros.               |
| 4 de noviembre de 1981   | Mob Rules              | Vertigo, Warner Bros.            |
| 7 de agosto de 1983      | Born Again             | Vertigo, Warner Bros.            |
| 28 de enero de 1986      | Seventh Star           | Vertigo, Warner Bros.            |
| 1 de noviembre de 1987   | The Eternal Idol       | Vertigo, Warner Bros.            |
| 24 de abril de 1989      | Headless Cross         | I.R.S.                           |
| 20 de agosto de 1990     | Tyr                    | I.R.S.                           |
| 22 de junio de 1992      | Dehumanizer            | I.R.S. Reprise (EE. UU./Canadá)  |
| 31 de enero de 1994      | Cross Purposes         | I.R.S.                           |
| 8 de junio de 1995       | Forbidden              | I.R.S.                           |
| 13 de junio de 2013      | 13                     | Vertigo, Warner Bros.            |